# 国際科学技術博覧会

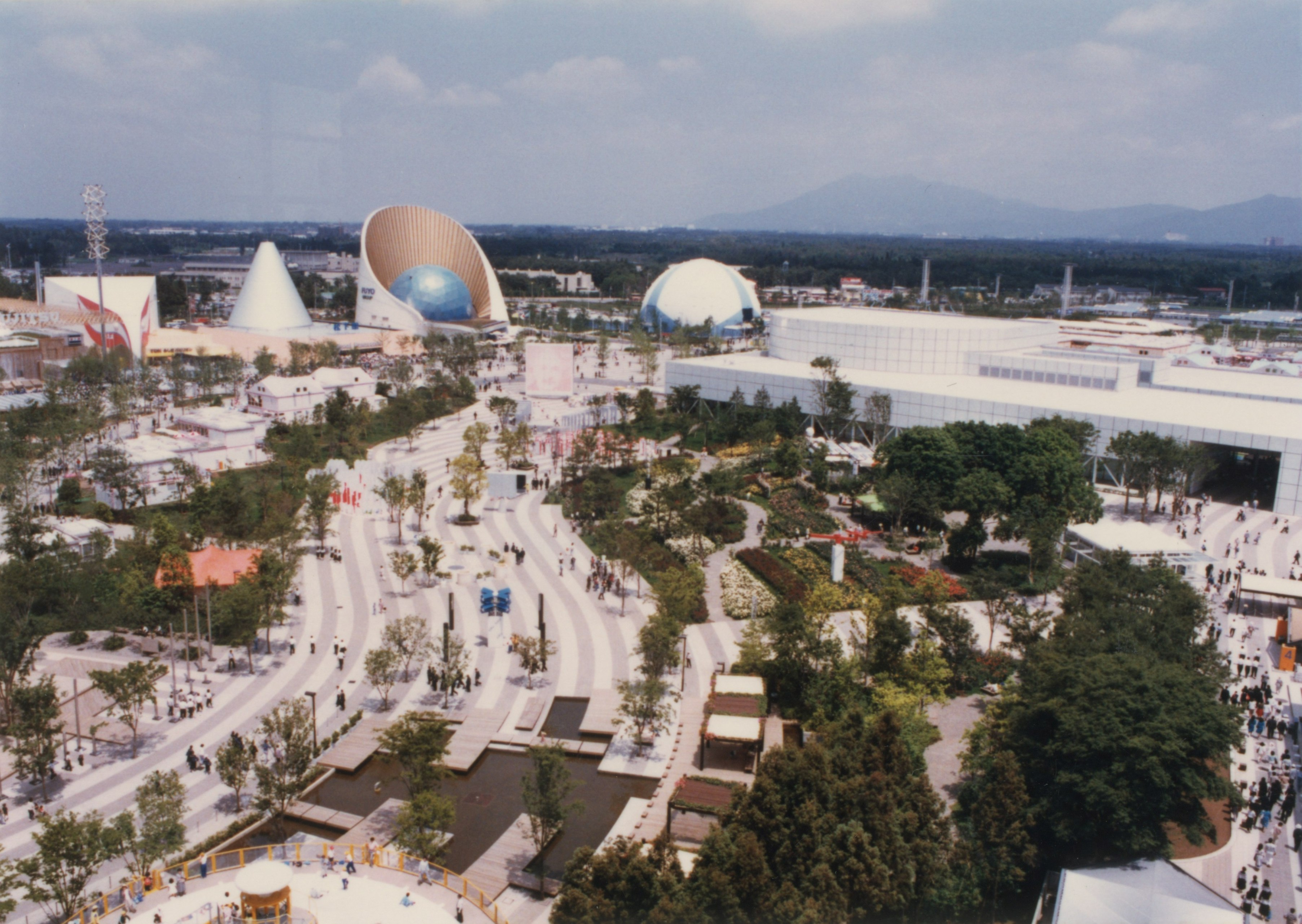
国際科学技術博覧会の会場（つくば市提供画像）

国際科学技術博覧会（こくさいかがくぎじゅつはくらんかい、英文表記: The International Exposition, Tsukuba, Japan, 1985、通称・略称: 科学万博、つくば万博、つくば科学万博、つくば '85、Tsukuba Expo '85 など）は、主に筑波研究学園都市の茨城県筑波郡谷田部町御幸が丘（現在のつくば市御幸が丘）をメイン会場として、1985年（昭和60年）3月17日から同年9月16日までの184日間にわたって行われた国際博覧会（特別博）。

## 概要

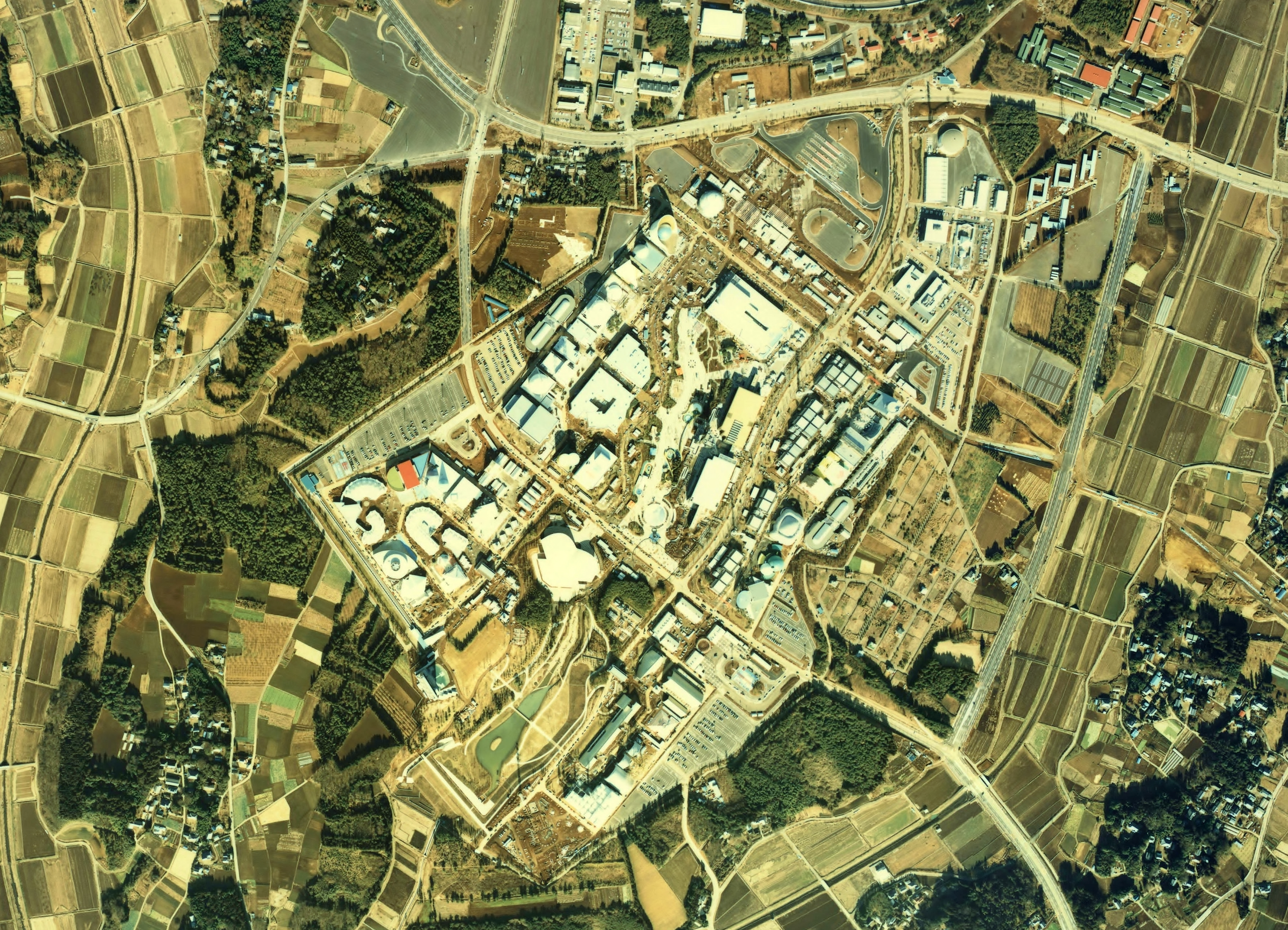
開催前年の1984年撮影の会場周辺の空中写真。パビリオン等の施設の多くが確認できる。
1984年撮影の2枚を合成作成。。

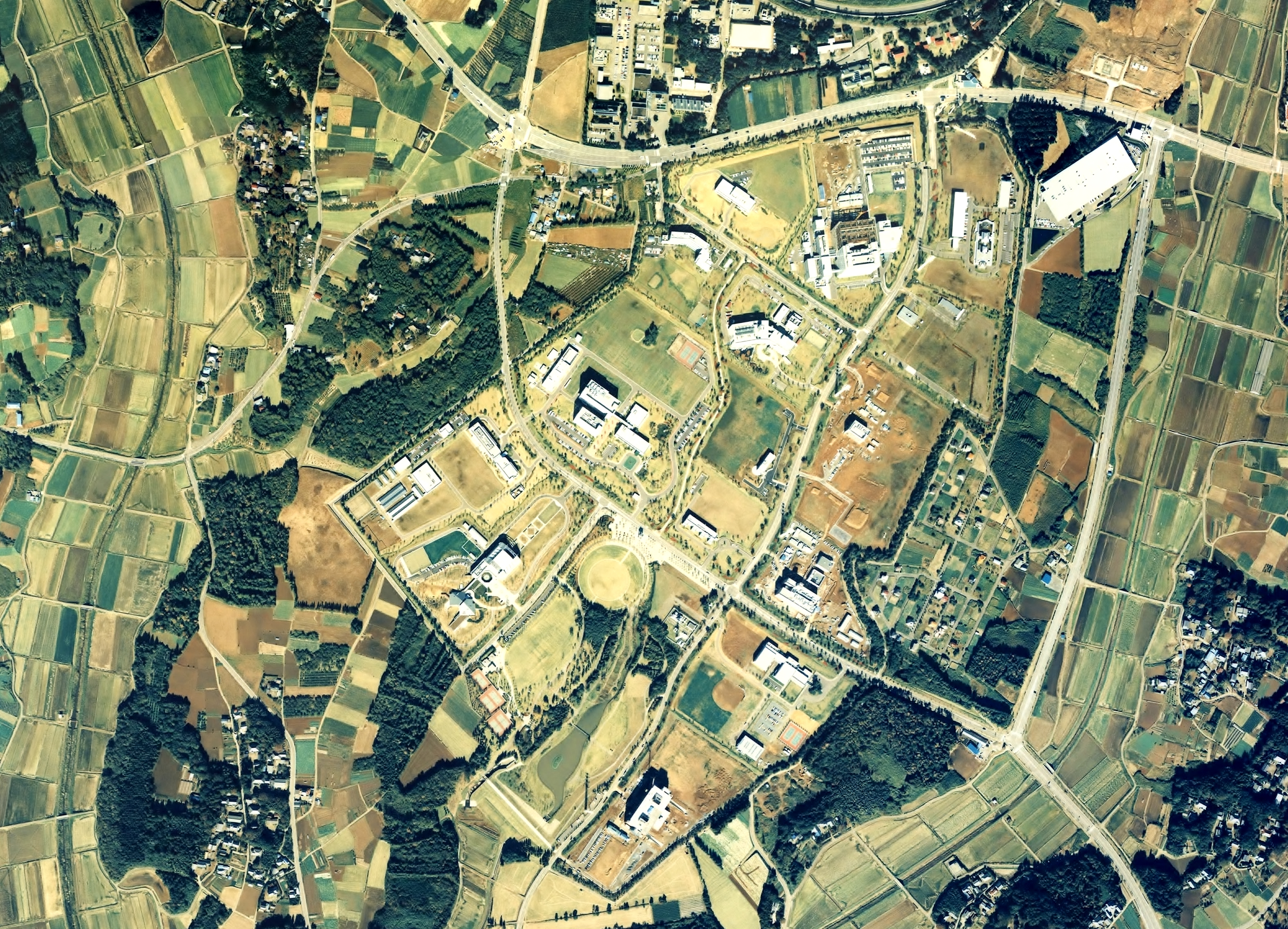
上記画像とほぼ同じ範囲を撮影した1990年の空中写真。パビリオン等の施設は撤去され再開発が進んでいる。
1990年撮影の4枚を合成作成。。

1978年（昭和53年）に科学技術庁がエネルギー問題を中心とした科学技術博覧会構想を立案し、9月22日にコンセプトプランを発表。1981年（昭和56年）1月にテーマや基本構想原案がまとまり4月22日に『「国際博覧会に関する条約」に基づく特別博覧会』として登録され開催が決定し、財団法人国際科学技術博覧会協会が主催となって行われた。
「人間・居住・環境と科学技術（Dwellings and Surroundings - Science and Techonology for Man at Home）」を博覧会統一主題（いわゆる「テーマ」）とし、日本を含む48ヵ国と37の国際機関が参加した。総入場者数は、2033万4727人であった。首都圏で行われた万博という開催場所の地の利も手伝って、この総入場者数は当時の特別博覧会史上最高入場者記録となった。会場面積は101.6ヘクタール。

### 組織
- 名誉総裁 - 明仁（当時皇太子）
- 会長 - 土光敏夫
- 副会長 - 稲山嘉寛、井深大、江戸英雄、川又克二、五島昇、小林宏治、竹内藤男、花村仁八郎、本田宗一郎、松井明、守屋学治、吉山博吉
- 事務総長 - 伊原義徳

### シンボルマーク
「宇宙」「地球」「人間」「科学」「芸術」などの未来像をイメージして作られたという。形は、青地の三角形の中に白丸と2個の輪が描いたものが使用された。三角形の頂点は「筑波の山々」を表し、みっつの角は、「人間」「居住」「環境」を、白丸は「太陽」を、ふたつの輪は「人間」と「科学」を表す。田中一光作。

### マスコット
マスコットキャラクターは「コスモ星丸（ほしまる）」。1981年から1982年にかけて、日本全国の小中学生から公募され、当時愛知県一宮市に住んでいた中学1年生の女子生徒がUFOをイメージして描いたものに、選考委員だった和田誠が仕上げを加えたものであるという。なお当初は「ピコちゃん」という仮称が付けられていたが、アンケート調査などを経て正式名が決定した。
CMや宣伝番組出演時の声優は富田耕生。

### 入場料
- 当日発売入場券
  - 大人：2700円
  - 中人：1400円
  - 小人：700円
- 前売入場券（2割引）
  - 大人：2160円
  - 中人：1120円
  - 小人：560円
- 夜間入場券（午後4時以降）
  - 大人：1400円
  - 中人：700円
  - 小人：400円
- 回数券（5回分）
  - 大人：12000円
  - 中人：6000円
  - 小人：3000円

### 会場
第一会場（メイン）
茨城県筑波郡谷田部町御幸が丘（現在：つくば市御幸が丘）。現在は、筑波西部工業団地 及び 科学万博記念公園となっている。
第二会場（サブ）
茨城県新治郡桜村吾妻（現在：つくば市吾妻）二丁目9番地。現在は、つくばエキスポセンターとなっている。

## 開催中の様子

### 開会式
開会式は、開幕前日の3月16日にエキスポプラザで行われ、皇太子明仁（名誉総裁）・同妃美智子・礼宮文仁が臨場し開催された。参加48の国旗・国際機関・28のパビリオンの入場行進は「EXPO'85マーチ」で、服部克久が作曲した。吹奏楽団と合唱団は茨城県内の高校の生徒から選抜され、合唱団は全員が女性による女声合唱であった。管弦楽はNHK交響楽団で、指揮は外山雄三であった。国旗・国際機関の掲揚の際には「EXPO '85讃歌 ここは宇宙」（作詞 阪田寛夫、作曲 芥川也寸志）が合唱された。BIE旗がBIEコルト・ファン・デル・リンデン議長から博覧会協会会長の土光敏夫に引継ぎが行われ、「万国博旗に捧ぐ 人である証」（川崎洋作詞、山本直純作曲）の演奏とともに博覧会旗が掲揚された。土光、官房長官の藤波孝生（当時首相の中曽根康弘の代読）、皇太子らが式辞を述べ、博覧会担当大臣兼科学技術庁長官の竹内黎一により開幕のスイッチが押された。開会式では、他にアトラクションとして、N響と「WASUBOT」によるバッハの『G線上のアリア』、茨城大学教育学部附属小学校の児童によるシンセサイザーのためのベートーヴェンの『交響曲第9番』の演奏が行われ、フィナーレには西城秀樹と子供たちによる『一万光年の愛』のライブパフォーマンスで終了した。

### おもな出来事
- 9月13日 - エキスポプラザでミス・インターナショナルとミス・ワールドの日本大会が開催され、前者の日本代表には小林利花、後者には杉本治子が選出された[2]。
- 9月15日 - エキスポプラザでミス・インターナショナル世界大会が開催され、ベネズエラ代表のニーナ・シシリア・エルナンデスが優勝した[3]。

### 閉会式
閉会式は、最終日の9月16日にエキスポプラザで行われ、皇太子夫妻が臨場の下、開催された。参加48の国旗・国際機関・28のパビリオンの入場行進の後、博覧会協会会長 土光敏夫、首相 中曽根康弘、皇太子らが式辞を述べ、国旗・BIE旗・科学万博旗・国際機関旗が一斉に降ろされ、BIE旗が1986年のバンクーバー国際交通博覧会パトリック・リード（カナダ政府代表）に引き継がれた。その後、ブルガリア人民共和国・オーストラリア・カナダで開催される万博の成功を祈願して記念品が贈呈された。最後に、万博に参加した関係者に子供たちから花束が手渡され、蛍の光が流れる中、閉会式が終了した。

## パビリオン
第一会場

### Aブロック
- 「いばらきパビリオン」
  - 茨城県のパビリオン。

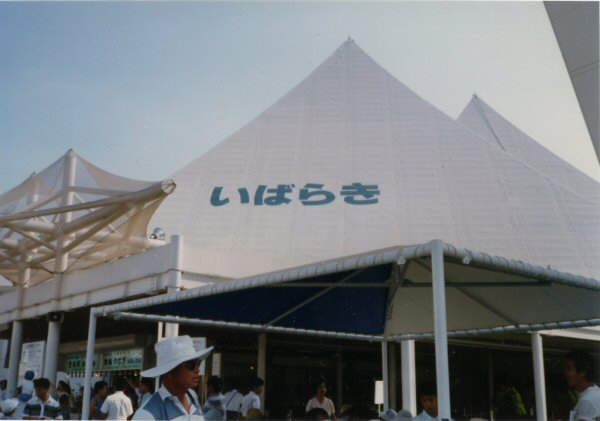
いばらきパビリオン

  - テーマは「今、新しい未来のために－自然・科学・人間」。
  - 建物は、白くふたつの山型をしている。会場からも見る事ができた茨城県のほぼ中心に位置する山「筑波山」をモチーフに作られた。
  - パビリオン入り口には高さ約5メートルの滝があった。
  - 映像シアター：70ミリフィルムと特殊魚眼レンズを用いた茨城県の代表的な風景を上映するシアターで、ドームスクリーンは直径18mで水平面160度、垂直面70度の1/4球スクリーン。プログラムは「明日の詩」で10分。収容人数は300人。入場整理券を9時、11時、13時、15時、17時、19時にパビリオン前で配布した。
  - エキゾチックマップ・ダイナミックス：茨城県の7000分の1スケール立体マップ（縦16メートル、横14メートル）で9つのスクリーンパネルがあり、未来の茨城県が地域毎にどのように発展してゆくかが上映された。時間は6分。人形、山の造形、照明、レーザーアニメーション等、全てをコンピュータでコントロールした。「スーパーぴょん太」人形の声優は野沢雅子。
  - サイエンスコーナー：筑波研究学園都市の最新の科学技術を紹介するコーナーで、「ビッグサイエンス」では原子力エネルギーが石油などのエネルギーと何が違うのかが展示された。また、電子衝突加速器「トリスタン」の800分の1の模型や、 核融合炉研究の実験装置であるJT-60の模型が展示された。
  - お祭り広場：筑波山をバックに広がる霞ヶ浦をイメージした造りの催し物を行う広場。その他、特産品売り場などがあった。
  - マスコットはカエルの「ぴょん太」。

- 「EXPO'85日立グループ館」
  - 日立グループのパビリオン。

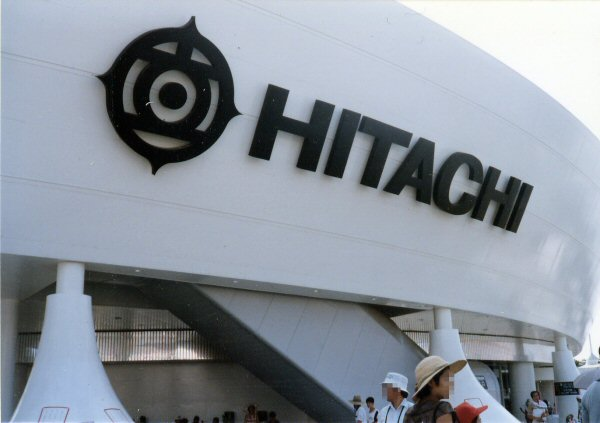
EXPO'85 日立グループ館

  - テーマは「Interface-技術との自由な対話」。
  - 建物は、白い帽子のような形だった。客席は回転式フロアーなので中心は円柱型になっている。基本デザインは、アンドレ・クレージュ。
  - 2階の映像フロアーは4分割された円形劇場「インターフェイス・シアター」。客席は5分ごとに90度ずつ[4]、上から見ると時計回りに回るようになっており、20分で4劇場を見る事ができた。各劇場150人収容。予約券は9時からパビリオン前で発行した。
    - アプローチ劇場：客の入れ替えを行うと共に、レーザーグラフィックショーを行う。
    - 第一劇場：犬のロボット「ボブおじさん」と「ボブジュニア」。猫のロボット「ピップ」「ペップ」がミュージカルショーを演じた。スクリーンは縦2.2メートル、横3メートル。
    - 第二劇場：縦5メートル、横11.75メートルのスクリーン。アニメーションで未来の生活を上映した。
    - 第三劇場：ジョン・ホイットニーJr.が制作したCGによる立体映像で宇宙旅行を上映。中央スクリーンは縦4メートル、横9.2メートル。左右に縦横6メートルのサブスクリーンを有した。偏光メガネはプレゼントされた。

  - ロボット工芸コーナー：産業用ロボットM6060が2台で縦55センチ、横54センチ、厚さ27センチの氷を彫刻するコーナー。ステージ奥のロボットA6030が紹介する彫刻モチーフ「コアラ」「ゾウ」「ライオン」「ヒツジ」「イヌ」の中から、観客の拍手が最も多かったものを選んで彫刻した。M6060に関節は6つあり、三次元の空間座標6000ポイント。2台で12000ポイントをモチーフ毎に用意し、動きをプログラミングするのに十数人で半年以上かかった。横ではブリヂストンと協力して開発した人工筋肉を用いたロボットが、コンパニオンのアシスタントをした。
  - 電子写真館：クロマキー合成で西部劇、ルパン三世、パビリオンなどのデザインに関わったアンドレ・クレージュ、原選手のプロ野球コーチ、世界名所巡り、スペースアドベンチャー等の動画の中に入ることができ、その動画の中から切り取られた画像は、昇華型プリンタか大型インクジェットプリンタ（概略A1サイズプリント）でプレゼントされた。動画は日本テレビにより制作され、レーザーディスクから送出された。シャッターチャンスの２フレームのみに　コピーライト表示が記録されており、全体をそのフレームで撮影することが著作権者から求められた。
  - 電子情報館：光ファイバーや人工衛星さくら2号のニューメディア配信システムによって送られる「つくば衛星新聞」をパビリオン内の輪転機で印刷し、発行した。
  - ニュースボード：好きなボタンを押せば最新ニュースや日本テレビの画面、横浜港等がスクリーンやモニタに写し出された。横浜港のカメラは遠隔操作できた。
  - 同館のコンパニオン（女性スタッフ）は61人おり、全員が日立製作所の正社員だった。また、手話の訓練も受けていた。
  - 演出は電通。

- 「東芝館」
  - 東芝のパビリオン。

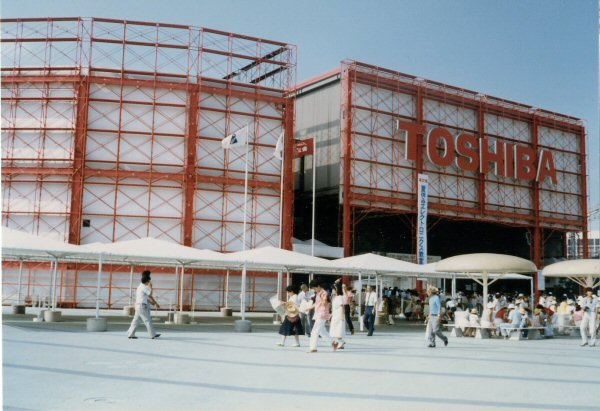
東芝館

  - テーマは「ヒューマン エレクトロニクス」。
  - 建物は赤い鉄骨で覆われ、中央に大きくかかれたTOSHIBAの文字が印象的だった。設計は黒川紀章。上から見ると半円柱・直方体・三角柱が一列に並んでいるように見える構造体。
  - ウェイティングゾーン：入場を待っている間、縦1.8メートル、横6メートルのキャンバスに10色、12本のカラーペンを使ったコンピュータペインティングが見られた。垂直型のXYプロッターは世界初。制作は製図機械メーカーの武藤工業。ソフトウェア開発費のみで1億円かかった。
  - エントランスホール：LEDや巨大電球による光のショー。世界最大のタングステン電球は高さ75センチ、直径50センチメートルで消費電力は5万ワットだが、高熱のためフルパワーでは光らなかった。
  - ショウスキャンシアター：70mmフィルムを秒間60コマで映写することで、高精細かつなめらかな映像が観られる日本初公開のショウスキャン方式の映像で「Let's Go!パル」が上映された。スクリーンサイズは縦11メートル、横24メートル。上映時間は17分。観客数は500人。映像制作は、ショウスキャンを開発したダグラス・トランブル。サウンドシステムは左右に高さ2.6メートル、横幅1.5メートルのスピーカー。8台の超低音スピーカーなど、計23台のスピーカーを設置。15台のアンプと6チャンネルのドルビーサウンドシステムを採用した。ウェイティングゾーンから入って来た観客は、スクリーン下のドアからシアターに入り、上映前になるとスクリーンが入り口ドアの高さ分だけ降ろされて上映が始まった。内容は、とある科学研究所にやって来た少年ヒロシが、人間と同じような感情を持ち、英語やドイツ語なども話せるひょうきんなロボット「パル」の案内で所内を探検するのだが、最後にデービス博士がコントローラーでパルをコントロールしていたのを知り少しガッカリするも、将来は自分も科学者になりたいと思うようになるストーリー展開だった。
  - エレクトロプラザ
    - コマ芸ロボット：3種類の多関節ロボット、計6台でコマ回し芸を披露した。ロボットはCCDイメージセンサでコマの位置を正確に確認した。
    - センサービル君：外国紙幣自動監査機の技術に、触覚センサ、音声センサなどを追加し、1秒間に25枚のカードを認識するマシン。
    - 心臓の断層写真：当時最先端技術だったCTで撮影した心臓の断層写真が見られた。

  - アイドル歌手の岡田有希子が、東芝のCMや広告に出ていた縁で名誉館長を務めた。
  - 青島健太[5]が東芝を退職しなければこのパビリオンを担当する予定だった[6]。

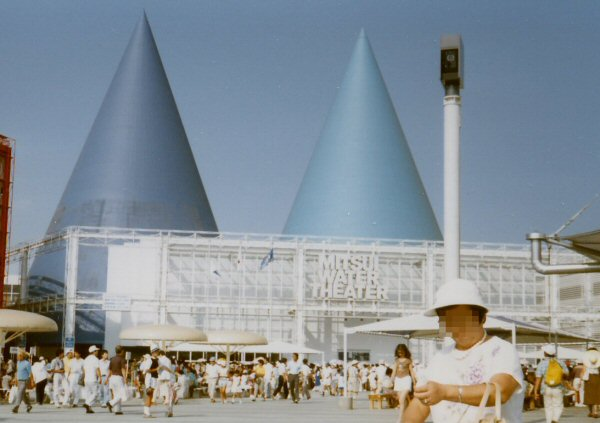
滝の劇場 三井館

- 「滝の劇場 三井館（Mitsui Water Theater）」
  - 三井グループのパビリオン。
  - テーマは「人と科学、人と自然、そのすばらしい関係」。
  - パビリオンは白い鉄骨で覆われた建物の中心から、青と水色で塗られた二本の円錐が空に向かって突き出ているもので、正面から見るとMラインをイメージしているものだった。Mとは、Mitsui(三井) Mind(心) Mental(精神) Mate(仲間) Man(人間) の5つのMを表しており「感動する心を持ち続けることができるのか。人と科学そして自然は、どこまで素晴らしい関係を作ることができるか」をテーマとしていた。設計は黒川紀章。
  - エントランスゾーン：コンパニオンから4種類の笛がランダムに一人1本ずつ手渡された。
  - ウェイティングゾーン：登場人物が紹介され、ハイライトシーンが写し出された。
  - ライドステーション：1台21人乗りで5台連結された乗り物（ライド）に乗り込んだ。乗車時間は26分。
  - ホームステージ（第一ステージ）：主人公である動物写真家の青年ケンの研究室。制御チャンネルが52チャンネルあり、52動作が可能な人形ロボット（アニマドール）が演じた。途中、空中に像を浮かび上がらせるリフレックス映像を利用していた。
  - 滝のスクリーン（第二ステージ）：高さ7メートル、幅40メートルの人工滝のスクリーンで視野200度の三面マルチ映像。タイトルは「青年ケンとドクターロボの大冒険」。12本のポンプで毎分12トンの水をくみ上げ、水の中に空気泡を混入して白濁化させた水（滝）をスクリーンにした。滝に映る画像は鮮明ではなかったが一斉に流れる水は爽快だった。ハイライトは主人公が川に流されているスカンクの子供を助けようとして人力飛行機から落下して危機を迎える場面で、人力飛行機を操縦するドクターロボットに向けてプログラムされていない「自分の身の危険をおかしてまで他人を助ける」という行動に目覚めさせるために観客が一斉に笛（勇気の笛）を吹いて「愛と勇気」がインプットされて間一髪で助け出すというものだった。館内の音楽は三枝成彰が担当。オリジナルサウンドトラックが出口脇の売店で販売されていた。
  - フォトラマ：滝の画像をバックに記念撮影ができるコーナー。
  - マスコットマーク：滝の劇場で出てくるスカンクの子供「マグちゃん」
  - 展示演出：電通。チーフディレクター：上條喬久。映像ディレクター：東郷東海

- 「住友館3D－ファンタジアム」
  - 住友グループのパビリオン。
  - テーマは「自然への愛・人間への希望」。

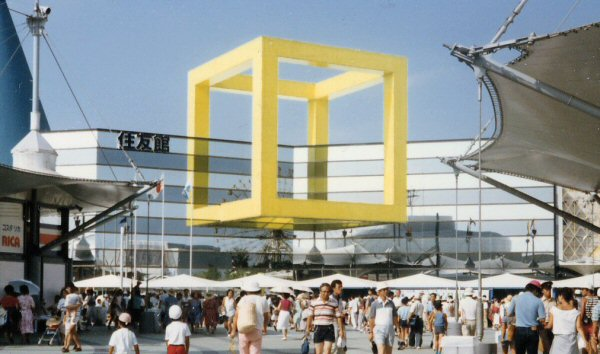
住友館 3D－ファンタジアム

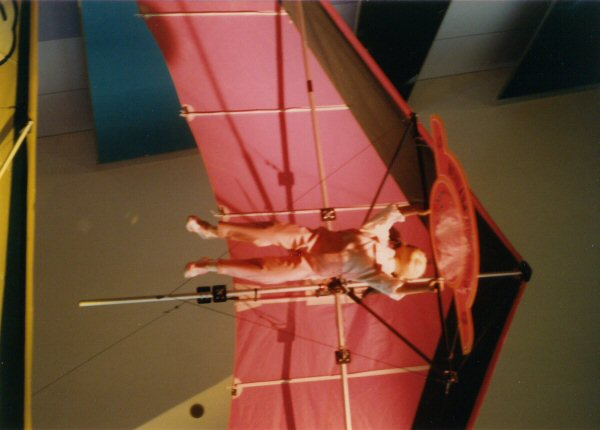
住友館 天井に吊ってあったエリカの像

  - 建物は、鏡とハーフミラー張りの壁面に黄色いフレームが突き出ているもので、フレームがまるで浮かんでいるように見え、当時は反響を呼んだ。立体の黄色いフレームは一辺が12.5メートル、幅は1.3メートルで、カーボンファイバーで補強した薄い軽量コンクリート(CFRC)製だった。見えているフレームの本物は4分の3で、残りは135度に向かい合った鏡に映っていた[7]。また、フレームの下の池も鏡の役目を果たしていた。建物の壁面は全てを鏡にすると館内が暗くなってしまうため、半分をハーフミラーとして外光を取り入れることで照明の数を減らし、省エネ化に努めた。また、鏡とハーフミラーをできるだけ同じように見せるためにプラナーマグネトロンスパッター法でハーフミラーを銀色に着色した。設計は福田繁雄。
  - 副展示室：主人公の少女と犬がそれぞれハングライダーに乗り、会話をしている展示だった。
  - 3D-ファンタジアム：7歳の少女「エリカ＝ハミルトン」と犬「ボゾ」の冒険を描く偏光方式の立体映像「大地の詩」が上映された。犬の種類はオールド・イングリッシュ・シープドッグ。スクリーンは縦8.5メートル、横18メートルで上映時間は15分。収容人数は450人。70ミリフィルムを用いた2台のカメラで撮影し、2台の映写機で投影するステレオスペース方式の立体映像で、画面の明るさと鮮明度が特徴だった。開発はアメリカのユナイテッド・アーチスト・コミュニケーションズ社。音響は29個のスピーカーで7チャンネル構成のスーパーマルチチャンネル立体音響。劇場は、前の人の肩越しに画面が見えるように床角度を7度にしたり、コンピュータを用いてシミュレーション設計された。観客は偏光メガネを使用し、メガネはプレゼントされた。メインテーマ曲の「空に会おうよ」は作詞・矢野顕子、作編曲・坂本龍一、歌・モモ（やまがたすみこ）。レコードはパビリオン内でも販売していた。
  - 映像監督：福原進。総合プロデューサー：泉眞也
- 「ガスパビリオン」
  - 日本ガス協会のパビリオン
  - テーマは「火・食・くらし」。
  - 正面から見ると白く縁取られた6本の緑、青のシリンダーを模した円からなる建物だった。
  - 炎の樹：高さ25mのシンボルタワーで、頂部には直径1メートルで1800のノズル。地上6メートルには直径1.3メートルで3100のノズルを有した球形バーナーで炎の演出をした。博覧会期間中に使用するガスは26万立方メートル。この時代の家庭で使用する一ヶ月の平均消費量35.4立方メートルの612年分だった。
  - エネルギープラント（1F）：17台のビデオモニターでガラス越しに見える本物のガスエンジン発電機（ランキンボトミングエンジン）からエネルギーを取り出す説明を行う。ガスエンジンは1台で240kWを発電でき、発電効率は40%。廃熱回収分は44%で合計84%のエネルギー利用効率を誇った。ガスパビリオンでは合計3台で720kWを発電し、パビリオンの冷暖房、給湯をまかなった。
  - 映像ホール（ガスラマ）：スクリーンは縦10メートル、横20メートルで上下2面に使ったマルチ映像。上映時間は17分。収容人数は500人。70ミリフィルムを使用し、食べ物を通して火が人間にとっていかに深く結びついているかを映像化した作品「火がつくるすばらしい世界」を上映した。
  - ガスオンステージ（未来の街）2F
    - -162度の秘密：天然ガスの冷熱利用を紹介した。
    - ガスは魔術師：燃料電池のマジックショー。
    - 炎のオーケストラ：ガスの炎が様々な利用をされている様子をオーケストラの演奏形式で演出した。

  - 燃料電池：パビリオン3階に設置されていた都市ガスを用いたPC-18型燃料電池。発電された電力はパビリオンで利用され、回収廃熱は同館レストラン「ガス燈」の給湯用に利用した。
  - マスコット：ひたろう
  - 総合プロデューサ：吉原順平。建築、空間構成ディレクター：古見修一。映像ディレクター：藤久真彦。展示ディレクター：稲垣博

- 「UCCコーヒー館」
  - AブロックUCC上島珈琲のパビリオン。

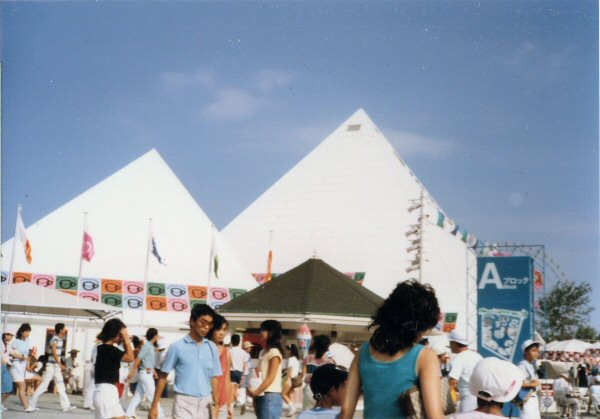
UCCコーヒー館

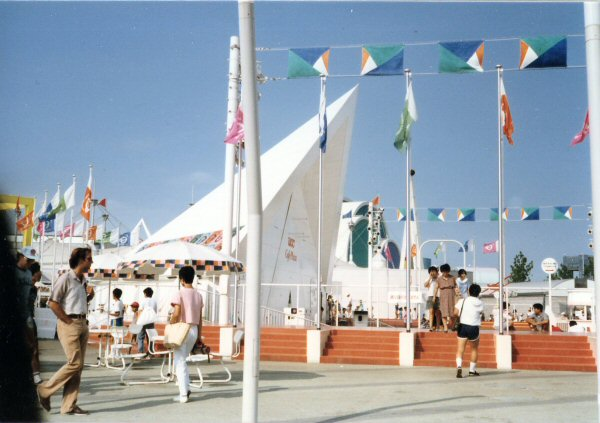
UCCコーヒー館のステージ

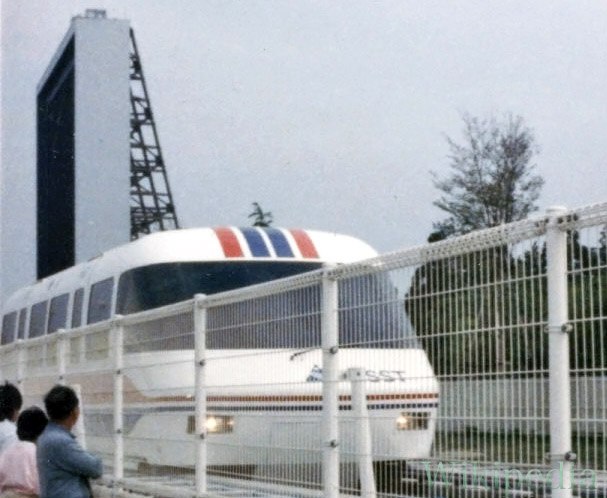
HSST

  - テーマは「Good day! Nice friends!」。科学万博のテーマの一部である「for Man at Home」を受けたかたちで、文化性、対話性、国際性、未来性を出展の基調にし、博覧会場にゆとりと安らぎの場を提供した。
  - 白い大小ふたつのピラミッド型の建物が建ち、間にステージがあった。ピラミッド型はブルーマウンテンの山頂をシンボル化したものだった。
  - モニュメント：入り口近くにあるモニュメント。コーヒーの木と地球をあしらったもので、太陽への感謝と人々のふれあいをシンボライズしている。
  - エントランスゾーン：コーヒーと人間が出会うシーンを数々のパネルで展示した。
  - コーヒーカップ・エキジビション：一粒のコーヒー豆から様々な文化が生まれて来たことをコーヒーカップで展示した。
  - コーヒーゼミナールQ&A：観客からのコーヒーについての質問にビデオで答えた。
  - マイブレンドコーナー：年齢や性別を指定するとボールゲームが始まり、民族衣装を着た人形が踊りだした。終わると自分に一番合ったコーヒーブレンドが印刷されたが、実際は三種類しかなかった。
  - カフェプラザ：博覧会を記念して作られたオリジナルブレンドコーヒーが味わえた。
  - ステージ：コーヒー生産国各国のダンスショーやミュージシャンの演奏が聴けた。空き時間は一般に開放し、ディスコ大会やカラオケ大会を行った。座席450席。立ち見550名。
  - アートディレクター：福田繁雄[8]
  - テーマソング：OPA
- その他外国館など
- 「アメリカ館」
  - デュポン、テキサス・インスツルメンツ、ポラロイドなどの企業パビリオンもあった。
- 「コスタリカ館」
- 「ブラジル館」
- 「ウルグアイ館」
- 「ポルトガル館」
- 「ベリーズ館」
- 「ネパール館」
- 「ドミニカ共和国館」（準備が遅れて万博開始から1ヶ月以上経った1985年4月21日にオープンした[9]）
- 「パナマ館」
- 「ジャマイカ館」
- 「HSST」

### Bブロック
- 「でんでんINS館」
  - 日本電信電話公社（電電公社）（会期中の1985年4月1日より民営化され、日本電信電話株式会社＝NTTとなった）のパビリオン。
  - テーマは「INSがひらく夢のある暮らし」。当時、東京の三鷹・武蔵野のモデル地区でしか使えなかった高度情報通信網INSを利用した暮らしを万博会場で体験してもらうのが狙いだった。INSとは、Information Network Systemのことで、NTTにおけるISDNのサービス名称である。
  - 立方体の上に、かまぼこ型の屋根が乗っている建物だった。
  - INSプラザ：入り口のホール。天井には光ファイバーで「光る鳥」があしらわれていた。2階へはエスカレータで上がった。
  - INSビレッジ（2F）：農業や林業、漁業でINSをどのように利用していけばよいかを展示した。
  - INSストリート（2F）：明治、大正時代の街道を再現した展示場。役者とコンパニオンが「もしも明治時代にINSがあったなら」という漫才仕立てのショーを行っていた。ショーのコンセプトはINSの3文字をもじって「いつでも・仲良く・幸せに」。西郷従道邸では伊藤博文夫人がデジタル静止画端末で西洋料理のメニューを見るミニドラマ。松本健次郎邸には森鷗外の書斎があり、テレビ電話やキャプテンセンターアクセス機を使うミニドラマを行っていた。
  - INSホール：光通信や衛星通信を利用して全国各地と結ばれた情報シアターで、「INSつくば号」や東京、名古屋、大阪に作られた会場とを結んで、日本各地の文化についてやり取りを行った。スクリーンは縦3メートル、横4メートル（一台は高品位テレビ対応）。上映時間は20分。参加卓にはモニタテレビ、電話機、ファクシミリがあり、自由に操作ができた。1卓7人で、合計350人。収容人数は550人（予約制）。「INSつくば号」は3月17日に鹿児島からスタートして、6月には北海道へ。沖縄をのぞく46都道府県84ヶ所を巡回した。
  - 企画制作：電通。総括プロデューサー：尾佐竹徇。プロデューサー：吉原順平。オンライン演出プロデューサー：山城祥二[10]。建築設計：電電公社建築局
- 「講談社ブレインハウス」
  - 講談社のパビリオン。
  - テーマは「宇宙、人間、未来」。
  - 高さ25メートル、直径22メートルの円筒が垂直に立っている形の建物で、左脳と右脳を表現していた。建物の天井にはLEDや電球、グラスファイバー、スチールワイヤーが張り巡らされ、脳の神経細胞「ニューロン」を表現し、建物全体で人間の脳の100万倍の大きさの脳を表現した。
  - ブレインワールド：人間の仕草や動きと、脳の働きの関係を展示した。
  - ブレインシアター：GOKÛと一緒に少女（深見八重 12歳）の脳に入り込んで旅をする物語。「GOKÛのブレイントリップ」を上映。スクリーンは縦7メートル、横28メートルの3面マルチスクリーン。上映時間15分。収容人数370人。8パーフォレーション35ミリフィルム。音響は6チャンネル・ステレオ音響システム。実写、イラスト、アニメーション、CGを合成した作品で、合成映像とマルチスクリーンによる映像システムは世界初の試みだった。
  - マスコット：GOKÛ
  - ゼネラルアドバイザー：小松左京。プランニングアドバイザー：飛岡健。アートディレクター：勝井三雄。プランニングディレクター：山根一眞。建築：戸田建設
- 「三菱未来館」
  - 三菱グループのパビリオン。
  - テーマは「すばらしい地球・人間」。
  - 建物は、大小ふたつの三角柱を組み合わせた独特の形で、外側に大きくせり出した外壁のミラーが特徴的だった。
  - エントランスホール：ドーム全体が光の反射でオーロラのように見えた。
  - プロローグ：瞳孔に40インチのテレビを使用してアニメを流す「科学する眼」を見て「みつびし21」に乗り込んだ。乗車時間は12分。「みつびし21」はモーションコントロールカーで、160メートルのコンクリート走路を秒速26.6センチメートルで進む観覧車であった。定員は50人で、重量は7トン。幅3.5メートル、長さ6.5メートル。電動機は三相誘導電動機AC200V、5.5 kW, 6P。制動機は電磁ブレーキ。三菱重工神戸造船所にて開発された。制御室では160メートルの軌道を16分割し、16台の運行を管理した。案内の音声は車上に搭載したCDプレーヤが、走路に設置したセンサの信号により展示に連動する音声を拾いだした。
  - 生命の誕生と進化：生命の発生から始まる進化の流れを展示。
  - 人間の仲間たち：一辺3.6メートルの正六角形と正五角形で構成された直径15メートルのドームスクリーンにたくさんの動物がルミノプリントにより現れた。開発は大日本塗料カラーセンター。絵は動物画家の田中豊美。映像の一部には35ミリフィルム1台、16ミリフィルム2台の映写機も使われた。
  - 機能から生まれた技術：4年がかりで開発した縦1.6メートル、横3.7メートルの大型液晶テレビ「スペクタス」を使用した映像を流した。
  - 海洋科学：直径13メートルの「地球ドーム」に、海底の様子が4面マルチ映像で映し出され、潜水艦に乗っている雰囲気を味わえた。
  - 宇宙へ：ロケットの模型とミラーを組み合わせて、ロケットが発射される時の臨場感を味わえた。
  - 宇宙ステーション：2030年の宇宙ステーションのイメージ。
  - 宇宙を探る（スペースドラマ）：直径25メートルのドームスクリーンに宇宙が広がっていた。ハレー彗星も観られた。
  - 水の惑星：青い地球が見えてきて「みつびし21」による旅が終了する。
  - エピローグ：不思議な枝と木漏れ日の光の世界が展示。
  - コンパニオン：59人おり、観客から科学の質問をされても答えられるように自ら企業に取材しに行き勉強して「サイエンス読本」という本を作成した。
  - マスコット：ピピロン。頭の部分が地球で、身体は星になっており、すばらしい地球を表していた。
  - 総合プロデューサー：田中友幸（当時東宝映画社長）。プランニングスタッフ：恩地日出夫、上村一夫、島田親一、武市好古、真鍋博。顧問：小松左京、竹内均、斎藤茂太、林雄二郎。建築設計：三菱地所。展示制作：日本創造企画
  - 特撮は川北紘一。音楽は羽田健太郎が担当し、1984年に公開された映画「さよならジュピター」で使用されたミニチュアを部分回収し、展示または映像を公開した。

- 「日本アイ・ビー・エム館」
  - 日本IBMのパビリオン。

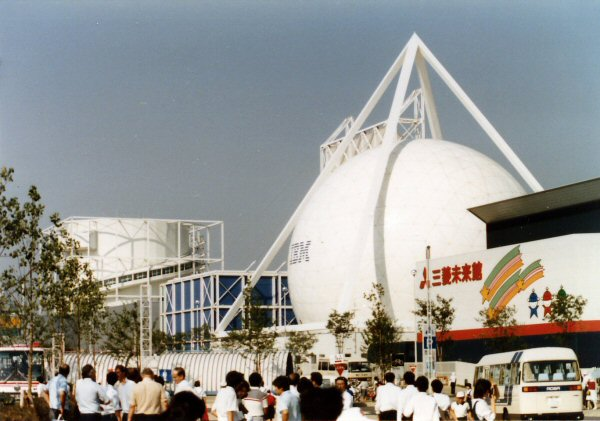
日本アイ・ビー・エム館

  - テーマは「科学する心育む－21世紀への遺産」。
  - 建物は、□の上に△が○を囲むような形で建っている。「□△○」がキーワード。配布していたパンフレットにも大きく描かれていた。設計は黒川紀章。
  - ロビー：壁には科学の歴史が描かれており、ガリレオやニュートン、アインシュタインなど、歴史的な科学者138人の展示があった。日本人は平賀源内や福井謙一など9人の展示だった。
  - ファンタジック・エスカレーター：映像ホールへ続く、青い光で包まれた長いエスカレーター。
  - スーパードーム21（3F）：直径32メートルの全天周ドームスクリーンと、直径5メートルの球形スクリーンで、面積は1678平方メートルと80平方メートル。科学が開くミクロ、マクロの世界、科学と未知の世界などを描く「人間と科学の叙事詩」を上映。これは地球の誕生から現代文明の開花までを綴ったもので、中身は「ふるさとの星・地球」「未来へ向かう子供達」など、4つのストーリをつないだものだった。上映時間は475秒。約8分で、観客は動く歩道（ムービングベルト）で立ちながらスクリーンを見上げた。原画14,000点から映像化した10本の35ミリフィルムと、1本の70ミリフィルム。8チャンネルのテープに集積された音響ソースから出力。70ミリの映写機は中央の球形スクリーン内にあり、天頂からドーム上部へ映写していた。
  - 展示コーナー（2F）：科学原理の立体模型10点を展示。2万本の光ファイバーを用いた銀河系のモデル。シリコンゴムを用いた細胞のモデル。原子モデル。パンゲアが移動する「大陸移動」モデルなどを展示。
  - コンピュータコーナー（1F）：コンピュータと遊びながら科学するコーナーで、「スタディコーナー」「サイエンスコーナー」「ゲームコーナー」に分かれていた。コンピュータの台は子供から大人まで対応できるように上下に動かすことができた。
  - 出展者：日本アイビーエム代表者・椎名武雄。総合監修：江崎玲於奈。プロデューサー：栄久庵憲司、黒川紀章。
- 「鉄鋼館」
  - 日本鉄鋼連盟のパビリオン。同様の名前で大阪万博にも出展していた。
  - テーマは「永遠なる鉄と人間」。
  - 建物は川田工業（現、川田テクノロジーズ）が製作し、高さ46メートルの鉄塔に6本のワイヤで重量250トンの建物前方部分を釣り上げる構造。本州四国連絡橋の技術を使ったもので[11]、1本のワイヤには5ミリの鋼線を91本束ねたもので、1本のワイヤで280トンを支えられた。また、H形鋼やパイプ、鋳鋼など建物に使われている鉄の素地をそのまま見ることができ、用途に応じた使い分けの様子が展示された。
  - 映像ホール（スペースシアター）
    - レーザーショー：アメリカレッセル社のアルゴンレーザー2基と、人工ダイヤのミラーボールを用いて90秒の演出した。
    - 映像：アメリカのステレオビジョン社が開発した1台のカメラで撮影し、1台の映写機で映し出す70ミリステレオビジョン方式を採用。この方式による70ミリ立体映像映画の製作、上映は世界初だった。プログラムは「人間と鉄－この永遠なるもの」。野球やサッカーのボールが観客に向かって飛んでくる立体映像で、スクリーンは縦10メートル、横20メートル。上映時間は15分。収容人数は400人。音響はサラウンド・イメージ・コントロール・システムという音場制御技術基礎に日本楽器製造が開発システムで、今までミキサーの経験に頼っていた音像移動を、すべてコンピュータで行った。
    - なお、昭和天皇が来館した際、先述のボールなど刺激の強い映像については、敢えて立体では見えないように編集して上映[注釈 1]された。

  - 展示ホール：超伝導電磁推進船などを展示。その他、鉄を温度別に分けた展示もあった。
    - A 3000度：不思議な鉄、微粒子である磁性流体のダンスを展示。
    - B 1530度：宇宙時代の鉄
    - C 910度、80〜36度、-88度：様々に変化する鉄
    - D -162度、-253度、-269度：低温、未来の技術と鉄

  - 鉄のギャラリー：内田晴之作のステンレスの彫刻。
  - 隕鉄：1890年に富山県富山県白荻村で発見された重さ33.6キログラムの隕鉄のレプリカが展示。
  - アモルファス鉄合金：宇宙で合金を作ると純度の高いものが作れることを展示。
  - 総合プロデュース・展示・演出：電通。総合プロデューサー：泉眞也。建築・設計監理：日建設計。

- 「くるま館」
  - 日本自動車工業会のパビリオン。
  - テーマは「自由なモビリティを求めて」。

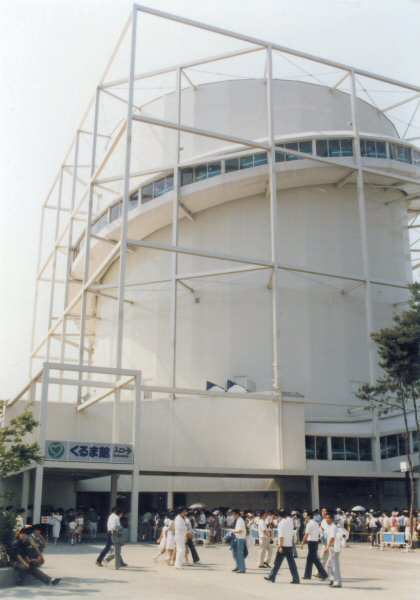
くるま館

  - 建物は高さ36メートルで、直径30メートルの円柱の周りをスパイラル状にチューブ（スペースハイウェイ）が巻き付いている形だった。夜になると円柱をスクリーンに見立てて自動車のシルエットなどが映し出されていた。
  - スペースハイウェイ：96台ある4人乗りのライド「スペースライダー」は秒速45センチメートルで進む観覧車で、外周軌道170メートル（上り勾配12.5度）と内部映像空間の内周軌道80メートル（下り勾配15度）の全長340メートルを走行した。乗車時間は13分。パビリオン2階の乗車ステーションから、地上33メートルの頂上までの高低差28.1メートルを登ったところで館内に入り、大映像空間「スペースシネマゾーン」を走行した。全体を1.5kWの直流モーター80台で動かしており、一部のモーターが故障しても運転が可能なシステムとなっていた。また、震度4で自動停止する仕組みだった。スクリーンは縦8メートル、横18メートルのものが3つあり、プログラムは「地球横断」。アラスカの白い大氷原。ニュージーランドの緑の大草原。アフリカの褐色の砂漠をドライブしている映像で、エンドレス35ミリダブルフレーム8パーフォレーションシステムで上映した。
  - カーテックプラザ
    - カープロダクトコーナー：生産工程の自動化や、本物の産業ロボットによる溶接、塗装等の実演。
    - カーサイエンスコーナー
    - カーデザインコーナー
    - 二輪車コーナー

  - ハーモニースクウェア：
    - フューチャートラフィック：直径8メートルで、未来都市の150分の1スケールジオラマ。
    - 未来車のモデル：2050年代の未来の車を2分の1モデルで展示。

  - 総合プロデューサー：黒川紀章。プロデューサー・グループ：林雄二郎、合田周平、加藤寛、菅家陳彦、粟津潔。企画制作：博報堂。

- 「富士通パビリオン」
  - 富士通のパビリオン。
  - テーマは「人間・ゆめ・技術」。

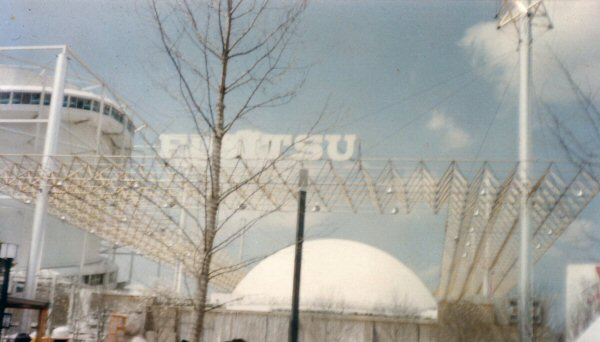
富士通パビリオン

  - 建物の壁面には滝が流れ、高さ15メートルに位置する幅5.3メートルのフレームが浮いているような建物だった。これはテンセグリティ構造体を応用して作られたフレームで、設計は当時日本大学理工学部助教授の斉藤公男。長さ5メートル、直径16センチメートルのパイプを一辺とする正三角形のトライアングル4つを組み合わせ、直径2.5センチメートルのワイヤで組み立てて、さらにこれを4段に積み上げた。風速60メートルの風や、マグニチュード7の地震にも耐えられる設計だった。
  - テクノホール
    - まねし鳥：コンピュータの合成音で話す鳥のロボットで、テクノホールの案内をした。
    - ファナックマン（FANUC MAN）：身長5メートル、体重約25トンの巨大なロボット。当時の高性能な産業ロボットで50キログラムのものが運べた中で、片手で100キロ、両手で200キロのバーベルを持ち上げたり、自分の小さな模型を組み立てた。産業用ロボットは基本腕が1本であったが、ファナックマンは人間と同じく2本の腕を駆使して動かせる点で進化したシステムを有していた。また、1本の腕に6つ、ボディーに4つ。合計16の関節を有しており、動力源は交流サーボモータを採用していた。また、眼となるセンサーには新しく開発された高速視覚センサーが使われていた。

  - コミュニラボ
    - ちびっ子恐竜：恐竜の骨組みの小さな模型。合成音でコミュニラボの案内をした。
    - 自動翻訳システム：世界のニュースや作文を翻訳する展示。作文はテクノホールの一角で書いたもの。全ての言語に共通な中間表現を設け、入力言語の文を解釈し、その意味表現から出力言語の文を生成するピボット方式を採用した。

  - コスモドーム：23度の傾斜を持つ客席の上に直径20メートルの半球状スクリーンが29度傾斜して配置された全天周立体映像のホール。プログラムは「ザ・ユニバース」。左目は赤色、右目は青色のメガネで見るアナグリフ方式による立体画像で、太陽系50億年の歴史の物語として宇宙や水の分子、アミノ酸の合成からDNAができ、生命が誕生する過程を描いた。収容人数は300人。予約制で、入場整理券は9時30分と16時にパビリオン前で配布した。
    - 全天周立体映像では、人間の視野の間隔7〜9センチメートルで2台の70ミリフィルム撮影機を設置して魚眼レンズで撮影しなければならないため、お互いのカメラが映り込んでしまう。また、広い被写界深度で撮影することが困難で、従来は実写による全天周立体映像は不可能とされていたが、CGを使うことで映像化を実現した世界初の映像だった。
    - 1コマの絵は1728×1280ドットで構成されており、1ドットずつ、半球状スクリーンに魚眼レンズで映写するので歪みを修正して、右目と左目の映像も考慮した値を導くために毎秒150万回の計算ができる大型コンピュータ（FACOM M-380）2台を1年1ヶ月専有して計算した。70％はソフト作りで、8分30秒の映像にかかった費用は16億円。1秒で300万円かかっている。プロデューサーはアメリカのローレンス・リバモア国立研究所研究員、ネルソン・マックスに依頼。制作したのはトーヨーリンクス。これをアイマックス社のオムニマックスシステムで上映。15パーフォレーションの70ミリフィルムを使用して、左右180度、上下125度に映写した。

  - 総合プロデュース：富士通科学万博推進本部、電通。総合監修：泉眞也。建築設計：日本設計事務所

- 「TDKふしぎパビリオン」
  - TDKのパビリオン。

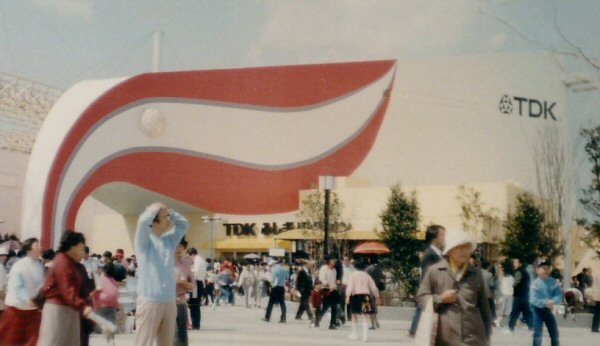
TDKふしぎパビリオン

  - テーマは「科学する心・創造する心」。レーダーや医療機器に使用されている超音波レーダーはコウモリの研究から。赤外線レーダーはガラガラヘビの研究から生まれたもので、人間の感覚を超えた動物の特技は科学的発見に大きな役割を果たして来ていることから、様々な動物の視覚、聴覚、触覚を体験してもらうパビリオン。
  - 50万年後の未来から来た不思議な生物で、象の鼻と昆虫の複眼と鳥の飛行能力が融合している「象昆鳥」をイメージした建物だった。
  - ウェイティングホール：人間が200分の1の大きさになると世の中がどう見えるのかを表したゾーン。巨大なイヌワシやカブトムシなどが壁にディスプレイされており、巨大な眼で上からのぞかれている感じがした。レーザー光線によるショーやホログラフィーによるムツゴロウさん（畑正憲）の挨拶、動物の声を使った「アニマルシンフォニー」があった。
  - ライブシアター：自分が鳥や蝶になったら世界はどのように見えるのか、メタモルフォーゼ（変身）体験できる劇場で、昆虫の複眼で花畑を見るとどう見えるのか表現するのに日本には再現できるレンズがなく、海外から輸入して2つの眼で二百数十個の等質レンズを用いた撮影を行った。その他、魚や馬の見え方を体験できた。70ミリフィルムを使った大型マルチ映像で、スクリーンは縦11メートル、横21メートル。16チャンネルマルチ音響。プログラムは「感覚の旅・科学の眼」。上映時間は27分。収容人数は400人。舞台にはペルシュロン種の白馬の「コマッタ君」が登場し、子供達はふれあうことができた。
  - マスコット：ゾコちゃん。像と昆虫と鳥の優れたところを備えている未来の生物。
  - 総合プロデューサー：畑正憲。映像プロデューサー：渡辺竜平。展示デザイナー：鈴木七七夫。企画：電通。設計施工：清水建設。
- 「松下館」
  - 松下グループのパビリオン。
  - テーマは「日本人と日本文化の源流を探る」。
  - 最先端技術で古代の文化を説明する、前方後円墳を模した建物だった。
  - キュービックマルチ・あなたの顔は何系？：日本人と同じ祖先を持つと思われる民族の1000人の顔が64台のディスプレイに映し出された。28型が21台。21型が21台、19型が22台で、全てブラウン管。
  - 弥生式竪穴建物：古代人のサイボット（サイボーグとロボットの合成語）が弥生語で会話をしていた。
  - 立体テレビ
  - 古代人の暮らし：超指向性スピーカーを用いて古代人の衣食住の説明を聞けた。
  - 銅鐸の音：レプリカの銅鐸を作成し、NHK交響楽団の演奏者にたたいてもらった音をコンパクトディスクで聴けた。1986年まで、CDよりもLP盤レコードの方が販売枚数が多かった。
  - 屋久杉の年輪：推定樹齢2000年。直径2メートルの屋久杉の年輪を展示。歴史的事件が起きた年の年輪をレーザー光線で照らし、さらに頭上のモニターにその事件のあらましが映し出された。
  - 似顔絵ロボット：舞台に大小二台のロボットが左右に配置されており、大きい方が男性画家（ロボ太君）、小さい方は女性画家（ロボ子嬢）を装っていた。左右独立したシステムで、6軸垂直多関節型ロボットを使用。傾斜して置かれたキャンバスに対して常に直角方向に姿勢を保ち、毛筆を進行方向に合わせながら筆圧を変化させて約2分で描いた。
  - 古代おもしろゼミナールQ&A：高品位テレビを用いたクイズで、12人が参加できた。出題は5問。
  - 映像ホール：当時日本で一番大きい縦3メートル、横4メートルの液晶アストロビジョンを3面マルチ画面で使用。プログラムは「日本人のふるさと」。上映時間12分。収容人数300人。
  - ニューメディアコーナー
  - つくばコーナー
  - マスコット：弥生時代の子供でやんちゃでいたずらっ子のマツゴロウ
  - プレゼント：似顔絵、古代史博士免状（全問正解者のみ）
  - 監修：江上波夫。協力：筑波大学。アドバイザー：泉眞也。映像監督：恩地日出夫。企画：電通、学習研究社、乃村工藝社。映像：東宝映像。建築設計：竹中工務店。建築施工：竹中工務店、鹿島建設

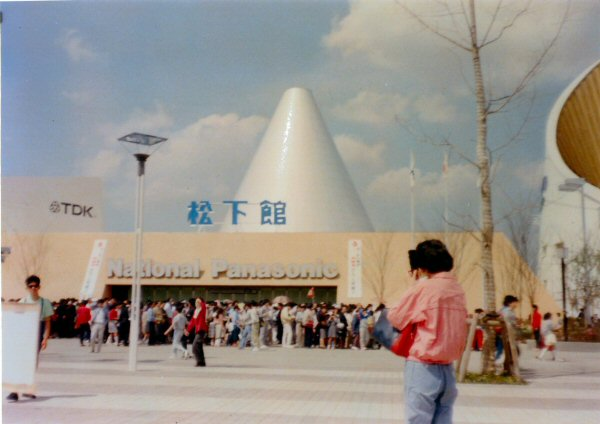
松下館
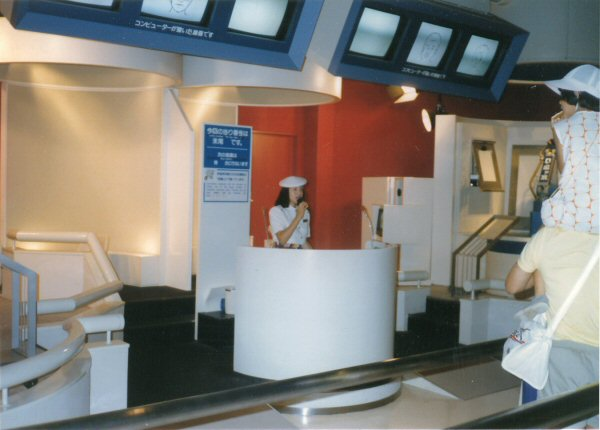
顔絵ロボットコーナー
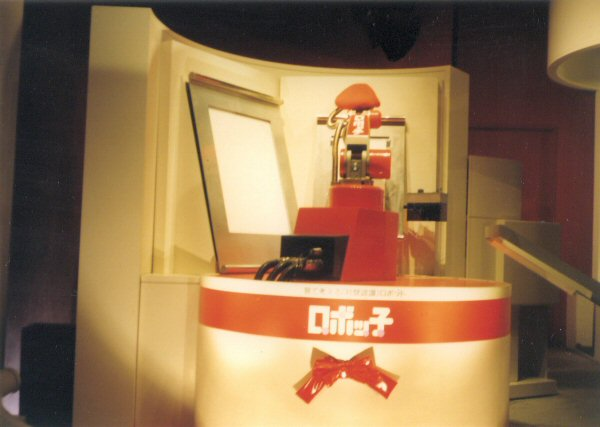
顔絵ロボット「ロボッコ」
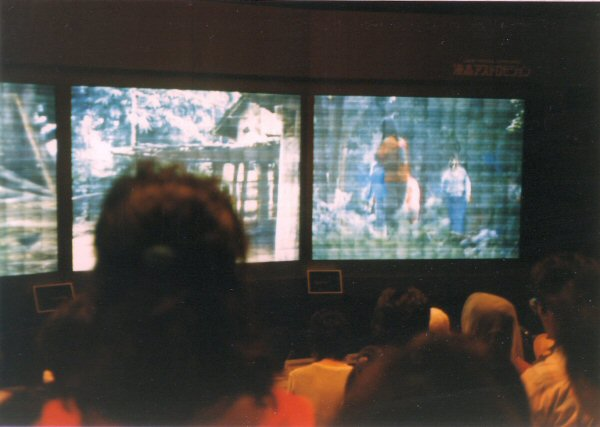
3m×12mの液晶ディスプレー「液晶アストロビジョン」

- 「芙蓉ロボットシアター」
  - 芙蓉グループのパビリオン。
  - テーマは「人間を大切にあしたの科学」。

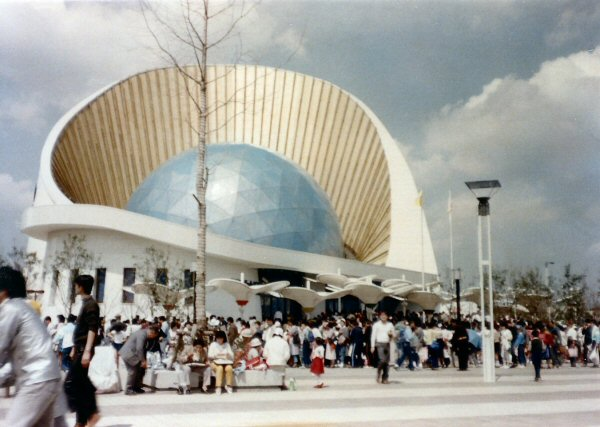
芙蓉ロボットシアター

  - 建物は、銀河系に浮かぶ地球をイメージしたもの。
  - 世界初のロボットショーが上演され、入館前に選ばれた子どもとフレンドロボット「マルコ」との対話や、ロボット同士の恋物語、ボール型ロボットを使ったサッカーゲームなどで連日観客を楽しませた。ロボットはルイジ・コラーニによる曲線的なデザイン。またアリーナで司会を担当したコンパニオンはローラースケートにワイヤレスマイク内蔵のヘルメット付きコスチュームで登場し、当時としては斬新だった。
  - テーマソングを香坂みゆきが歌っていた。
- その他外国館など
- 「ドイツ連邦共和国館」（当時は「西ドイツ」だった）
- 「イタリア館」
- 「スウェーデン館」
- 「オーストラリア館」
- 「スイス館」
- 「ユーゴスラビア館」
- 「英国館」
- 「フランス館」
- 「ベルギー館」
- 「EC館」

### Cブロック
- 「国連平和館」
  - 国際連合、国際司法裁判所、国際連合貿易開発会議、国際連合環境計画、国際連合人間居住センター、国際連合工業開発機関、国際連合児童基金、国際連合開発計画、国際連合難民高等弁務官事務所、国際連合訓練調査研究所、国際連合パレスチナ難民救済事業機関、国際連合人口基金、国際連合大学、国際連合世界食糧計画、世界食糧理事会、国際労働機関、国際連合食糧農業機関、国際連合教育科学文化機関、世界保健機関、世界銀行、国際通貨基金、国際民間航空機関、万国郵便連合、国際電気通信連合、世界気象機関、国際海事機関、世界知的所有権機関、国際農業開発基金、国際原子力機関 、GATTによるパビリオン。
  - テーマは「開発による平和－行動する国連」。
  - 建物は、青と白に塗り分けられた半球ドーム型。地球儀を形作る紙の形をしたコンクリート片40枚を組み合わせて作られた。
  - 国際連合の歴史や活動などの紹介、展示が行われた。
  - 館内には平山郁夫画伯制作の｢平和のキャラバン｣一対を展示し、小片に分割して販売したが、開催期間内には完売しなかった。閉幕後は広島市の広島平和記念資料館に移転、展示されているという。

### Dブロック
エキスポパーク
- 「SONYジャンボトロン」
  - ソニーが施設参加として万博側に提供。
  - テーマは「夢は大きい方がいい」。

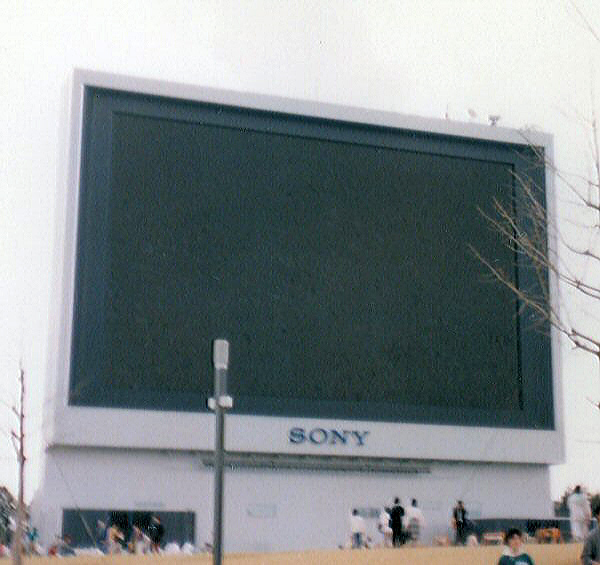
SONYジャンボトロン

  - 縦25メートル・横40メートルの2000インチ超巨大テレビの形をした建物[12]。
  - 会場風景・アイドルのコンサート映像・ミュージックビデオなど各種映像を上映した[12]。
  - 画面には偏向膜が覆われていて、3D映像を流す事ができた[13]。
  - 同社から発売されていたMSX版「ロードランナー」のゲーム大会も行ったこともある[14]。
  - 1984年のNHKゆく年くる年で、いち早くお披露目された[15]。
- 「エキスポプラザ」
  - 日本国政府出展のパビリオン。
  - ゲイラカイトのような形の屋根をもつ、収容人数5000名の催事場施設である。
  - 開会式など各種イベントに使われた。

### Eブロック
- 「テーマ館」
  - 日本政府出展のパビリオン。
  - テーマは「人間・居住・環境と科学技術」。
  - 高さ42メートルの透明なシンボルタワーと｢我が国土｣がテーマのＡ館と｢我が暮らし｣がテーマのB館の2棟からなるガラス張りの建物だった。
  - 13m×20mのスクリーンを使っての日本の四季、国土の映像を上映。展示では、加藤一郎 (ロボット研究者)と住友電気工業の共同開発による譜面を読み取ってエレクトーン演奏をするロボット「WASUBOT」やトマトとジャガイモを掛け合わせたポマトなどが注目を集めた。
- 「歴史館」
  - 日本政府出展のパビリオン。
  - テーマは「日本の科学技術のあゆみ」。
  - U字型の白い建物だった。
  - 日本の技術発展の歩みを展示。弥生時代の農機具、明治時代作られた国産の蒸気機関車（国鉄860形蒸気機関車）や発電機、現代のエレクトロニクスまで展示されていた。
- 「こども広場」
  - 日本政府出展のパビリオン。
  - テーマは「科学する心を育む」。
  - 機械仕掛けの動物で遊べる「メカ動物園」、全長270mの中に無響エリア、反響室エリア、無限の合わせ鏡エリアなどがある「おもしろチューブ」、タイルで作った直径40mの10万/1の「日本地図」、ドアだけが沢山建っている「ふしぎの庭」、コスモ星丸で描いたアインシュタイン、噴水、日時計などがあった。また、コミュニケーションロボット「つくばたろう」と「つくばはなこ」がここでガイドをしていた。

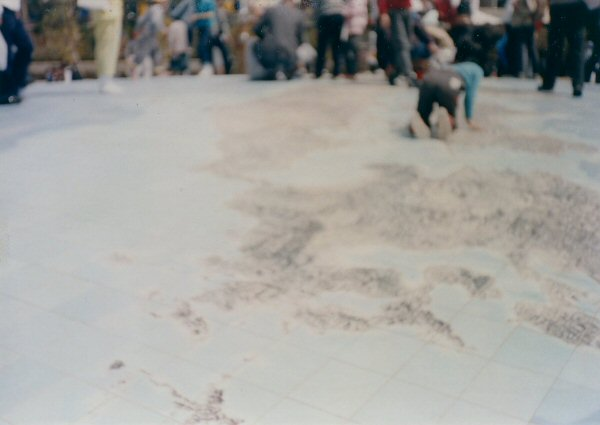
こども広場の日本地図
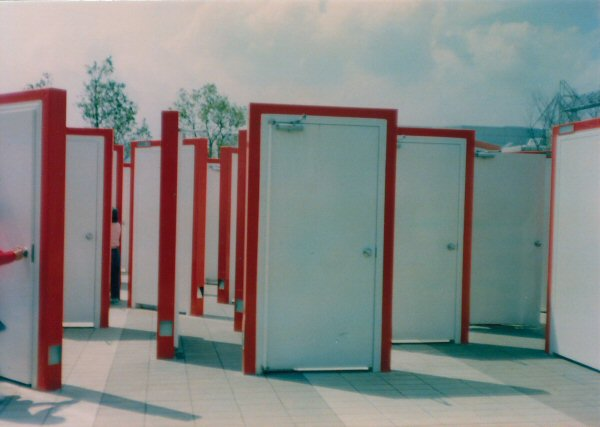
こども広場のふしぎの庭
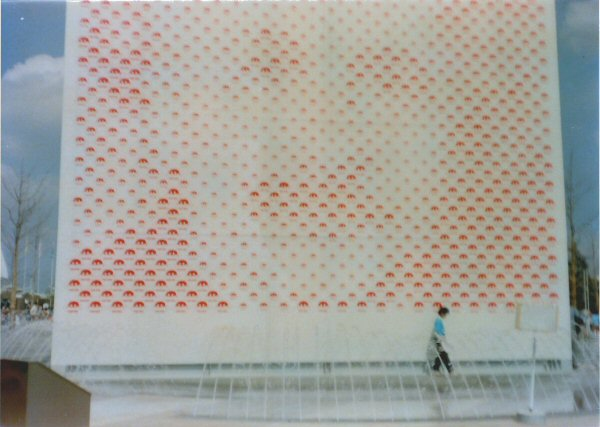
こども広場の噴水
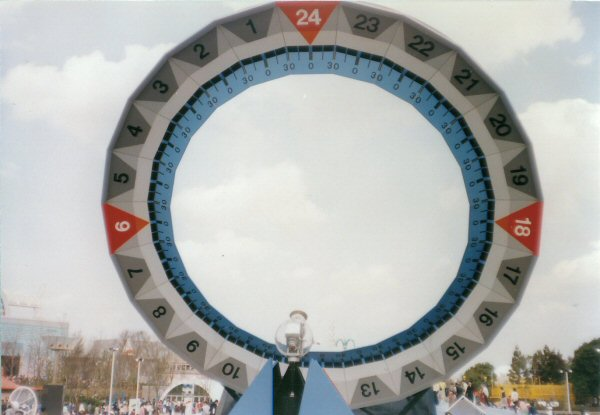
ジャイロを使った日時計
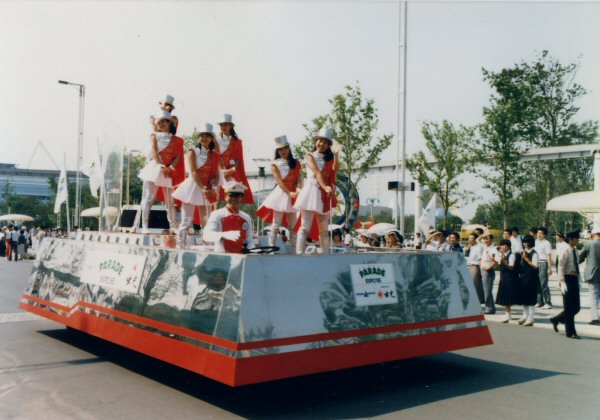
パレードの模様

### Fブロック
- 「エレクトロガリバーの冒険-電力館」
  - 電気事業連合会出展のパビリオン。
  - テーマは「エネルギーそして未来」。
  - 鉄塔からワイヤーで大小25のテント屋根を吊っている建物だった。設計は黒川紀章
  - 3人乗りのライドに乗り、自然、化石、原子力の各エネルギーのテーマを体験する内容で、エネルギーや電気についての知識が得られた。
  - 総合プロデュース：竹内均[16]

- 「テクノコスモス」

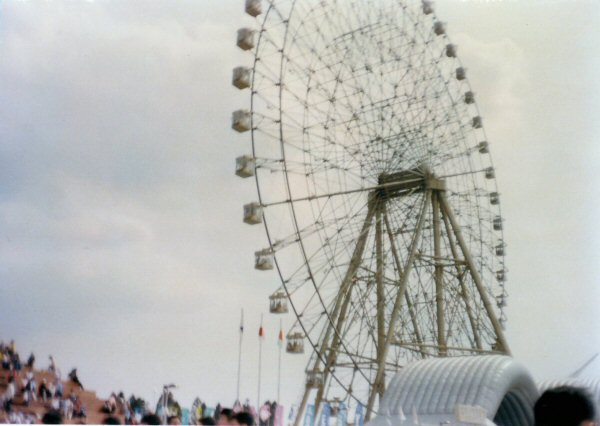
テクノコスモスの観覧車「スーパーゴンドラゴン」

  - 京セラ・泉陽興業・ローランド・文化シヤッター・フジキン・エスペックのパビリオン。
  - テーマは「超と極の世界」。
  - 85メートルにもおよぶ、当時世界一の大きさの観覧車「スーパーゴンドラゴン」がメインの建造物だった。
  - 観覧車では約15分の空中散歩が楽しめた。ゴンドラ中で、スニッカーズ状の「宇宙食」（コズミックスナック）で食事もできた。隣の展示館では科学ショーが楽しめた。
  - チーフディレクター：松岡正剛[9]
- 「ダイエー館 詩人の家」
  - ダイエーのパビリオン。
  - テーマは「人みな詩人、物みな光る」。
  - 半地下式板張りのピラミッド型建物で、階段状の屋根は3600名が休める巨大ベンチとなっていた。
  - 直径16mのドームスクリーンで詩が朗読や映像で表現されていた。
- その他外国館など
- 「ソ連館」
  - ソ連館の建物は、筑波研究学園専門学校の2号館「つくば万博記念館」として移築され、現在も利用されている。
- 「ブルガリア館」
- 「世界観光機関館」
- 「南太平洋館」（キリバス、トンガ、ツバル、パプアニューギニア、西サモア、ソロモン諸島、ナウル、フィジー、バヌアツの共同パビリオン）
- 「アジア開発銀行館」
- 「経済協力開発機構館」
- 「アフリカ館」（象牙海岸共和国、ケニア、セネガル、ザンビアの共同パビリオン）
- 「星丸ランド」～遊園地～
- その他、下記の遊具が設置されていた。
  - スペースプラズマ（ローラーコースター）
  - スーパートルネーダー
  - スーパースイング
  - スタージェット（ループコースター） - 閉幕後は鷲羽山ハイランドに移設。
  - スーパーエンタープライズ
  - コスモラピッド
  - 星丸トレイン
  - わいわいハウス
  - フワフワ・パーク - 5歳の子供が隙間に肘を入れて全治2ヶ月の複雑骨折という事故があった。
  - サイクルモノレール
  - グレートポセイドン（バイキング）

### Gブロック
- 「NEC C＆Cパビリオン」
  - NECのパビリオン。

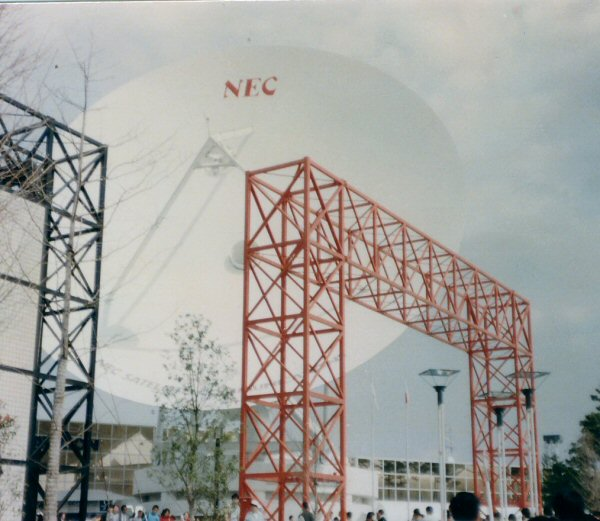
NEC C＆Cパビリオン

  - テーマは「Man and C＆C いつでも どこでも だれとでも」。
  - 直径32メートルの巨大パラボラアンテナがある建物だった。
  - 出し物は観客参加型の映像シアター。タッチパネル式のクイズやゲームが展開され、観客の選択でストーリーが分岐するものだった。音楽は安西史孝。会場ロビーではサウンドトラックレコードが販売された。
  - 朝日新聞東京本社から一日2回、通信衛星｢さくら2号｣を経由して｢つくば衛星新聞｣を発行、配布した。
  - 入館者には｢宇宙飛行士認定証｣が配られた。
  - コンパニオンは20～25歳までの55人。制服は白抜きの牡丹をあしらった木綿の藍染めのスーツ。うち45人が閉幕後NECに入社して事務職に就いた。
- 「みどり館」
  - みどり会（三和グループ）のパビリオン。
  - テーマは「世紀を開くバイオテクノロジー」。
  - 建物は、緑と白の球が重なり、細胞融合を表していた。
  - 5面のマルチスクリーンにSFファンタジー「バイオ星への旅」が上映されていた。館内ではDNAなどの解説本「バイオ読本」が売られていた。
- 「燦鳥館（さんとりーかん）」
  - サントリーのパビリオン。
  - テーマは「鳥たちのいのち、私たちの明日」。
  - 建物は、カテナリー曲線を天地替えしたドーム型。カテナリー曲線とは鎖の両端を持って吊り下げて生じる曲線である。
  - 内容は、26m×35mのスクリーンを使って自然とカナダグース（シジュウカラガン）、飛行機のアクロバット映像などの｢空のかなたへ｣。その他200羽の鳥がとまった木を使った鳥のコーラス、噴水ショーがあった。

- 「集英社館」
  - 集英社のパビリオン。
  - テーマは「遺跡と人間－その生命の詩」。

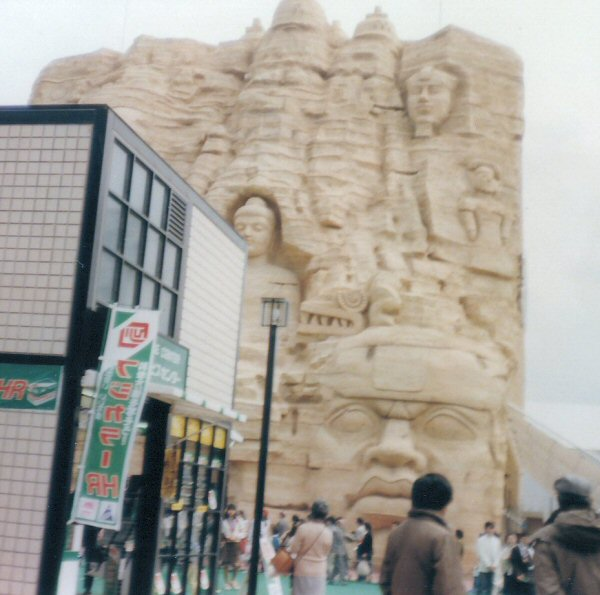
集英社館

  - 建物は、巨大な仏像やオルメカの戦士像等、世界各国の古代遺跡の一部を集めた彫刻で彩られていた。
  - 16m×23mのスクリーンを使って世界の遺跡を紹介。展示では大英博物館の古代エジプトのミイラが日本初公開として公開された。
  - 建物は開幕半年前には完成していて、おまけに目立つものであったので、世界中に科学万博を印象付けた功績は大きい。
- 「健康・スポーツ館」
  - デサント・スズケン・大塚製薬3社のパビリオン。略称「健スポ館」。
  - テーマは「健康とスポーツを科学する」。
  - 黄色の3棟の建物を間に立つ白い柱から伸びたワイヤーが支えるような建物だった。
  - 42面の動くスクリーンを使っての「The Body」と、17m×23mのスクリーンでの「Breathe」の2本を上映。その他、健康、スポーツ、科学に関する3社の展示があった。観客動員数は、パビリオンの中では最大だった。
- 「KDDテレコムランド」
  - 国際電信電話のパビリオン。
  - テーマは「ふれあい・今グローバル」。
  - パラボラアンテナを持った通信衛星型のゴンドラを持った50度の傾斜角を持つ観覧車と、壁面に世界地図が書かれた建物があった。
  - 観覧車の他、3面のスクリーンを使って海底ケーブル探検映像や昭和基地との中継、他には国際電話をかけることもできた。
- 「ハートピア・自然の美パビリオン」
  - 三金会（第一勧銀グループ）のパビリオン。
  - テーマは「自然－造型の秘密」。
  - 垂直に立つ円柱に屋根を立てかけたような形状の建物だった。
  - 中は「バードアイ・シアター」と銘打たれ、スクリーンを観客が見下ろす形の劇場で、鳥の親子が空を旅する光景が巨大スクリーンに映し出された。
- その他、以下の各国・各団体のパビリオンがあった。
- その他外国館など
- 「大韓民国館」
- 「スリランカ館」

- 「インドネシア館」
- 「タイ館」
- 「ブルネイ・ダルサラーム館」
- 「セイシェル館」
- 「フィリピン館」
- 「カナダ館」

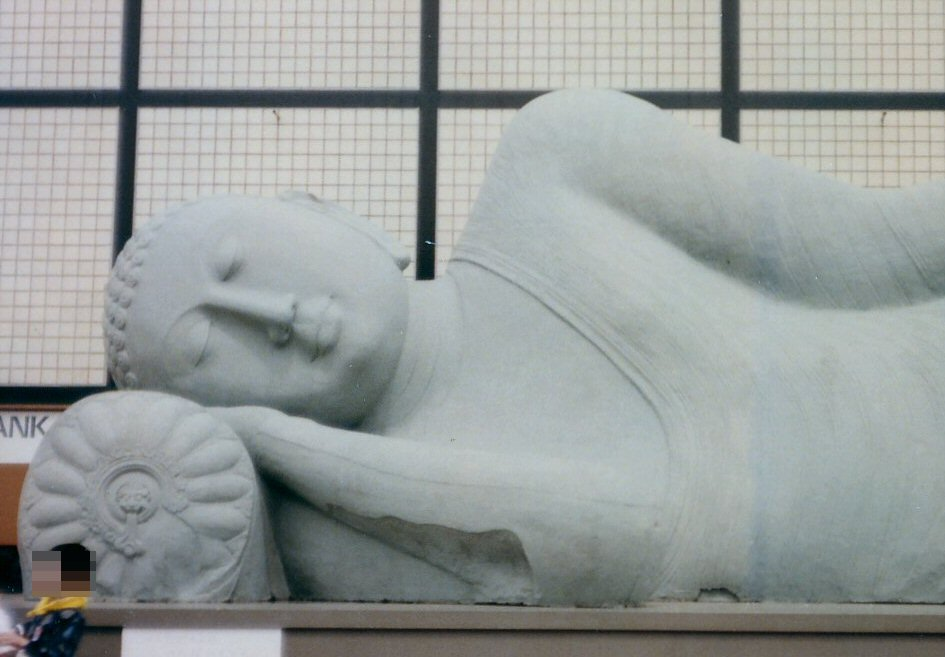
外国館の前にあった大仏

  - 東京放送（TBS、当時）のサテライトスタジオが併設されており、開催期間中はここから同局の生番組EXPOスクランブルが放送されていた。
- 「中国館」
- 「トルコ館」
- 「チュニジア館」
- 「イラン回教共和国館」
- 「エジプト・アラブ共和国館」
- 「国際標準化機構館」
- 「国際電気通信衛星機構館」
- 「国際海事衛星機構館」
- 「国際電気通信連合館」
- 「パピルスプラザ」（図書館）

### 会場内交通機関
- HSST
- ビスタライナー
- スカイライド

### 関連企画
- ラジオきらっと - 交通情報や会場情報などの提供のため、開催期間中開設されたイベント放送局。コールサイン：JO2C、周波数：855KHz、送信出力：1kw。運用を委託された文化放送のアナウンサーが主にDJを務めた。交通情報を知らせるメロディーも当時の文化放送と同じ音楽を使用していた。FM放送ではなくAM放送によるラジオ放送で、受信エリアとしては会場周辺から関東地方の一部（送信所を中心に半径20km程度）が想定され、主に茨城県南・県西の一部地域で聴取可能だったが、会場の雰囲気を味わいたい聴取者や受信マニアの間で評判となり、送信所が関東平野に位置していて地形上もしくは人工物である超高層の建築物などといった電波を遮る要素が近傍に少ないこともあって、結果的に全国から受信報告が届いた。
- EXPOスクランブル - TBSで放送されていた番組。
- TV WAR - 1985年9月15日に行われたパフォーマンス。当時世界最大を誇った巨大モニター「ジャンボトロン」を使用した。コンセプト・浅田彰、映像・RADICAL TV（原田大三郎・庄野晴彦）、音楽・坂本龍一という、当時のサブカルシーンの最先端を走っていた面々が集結し制作された。当日は激しい雨が降り、坂本は仮設テントの中で演奏を行った。この模様が収録された同名の映像ソフトがVHS版で1985年に発売され、2005年にはDVDでの復刻版も出ている。

## エキスポール
筑波科学博・送電鉄塔「エキスポール」は、スリムな外観と力学的構造の簡潔な線の流れが近寄るにつれてダイナミックな印象を人々に与えるとともに、見る位置によって四本の支柱が二本あるいは三本に見え、景観に変化をもたらしている。特に、アームの付け根部分を円盤状にすることで、日本古来の方形の和室と円窓の調和美にも通じる美しさを表現している。現在でも6基が科学万博跡地にそびえたつ。諸元として、高さは45メートル、15万ボルトの電流を流している。1984年に完成。東京電力の設計で、黒川紀章がデザインコンサルティングを務めた。会期中夜間の人々の移動を考慮して、エキスポールにも屋外照明が設けられている。

## 博覧会終了後
会期終了後、メイン会場跡地は工業団地（筑波西部工業団地）に転用され、Dブロック跡地には「科学万博記念公園」が設立された。旧桜村（現つくば市）吾妻の第二会場は、翌1986年4月17日にメモリアル施設である「つくばエキスポセンター」として整備・開設され、現在に至っている。

### 博覧会終了後のパビリオン

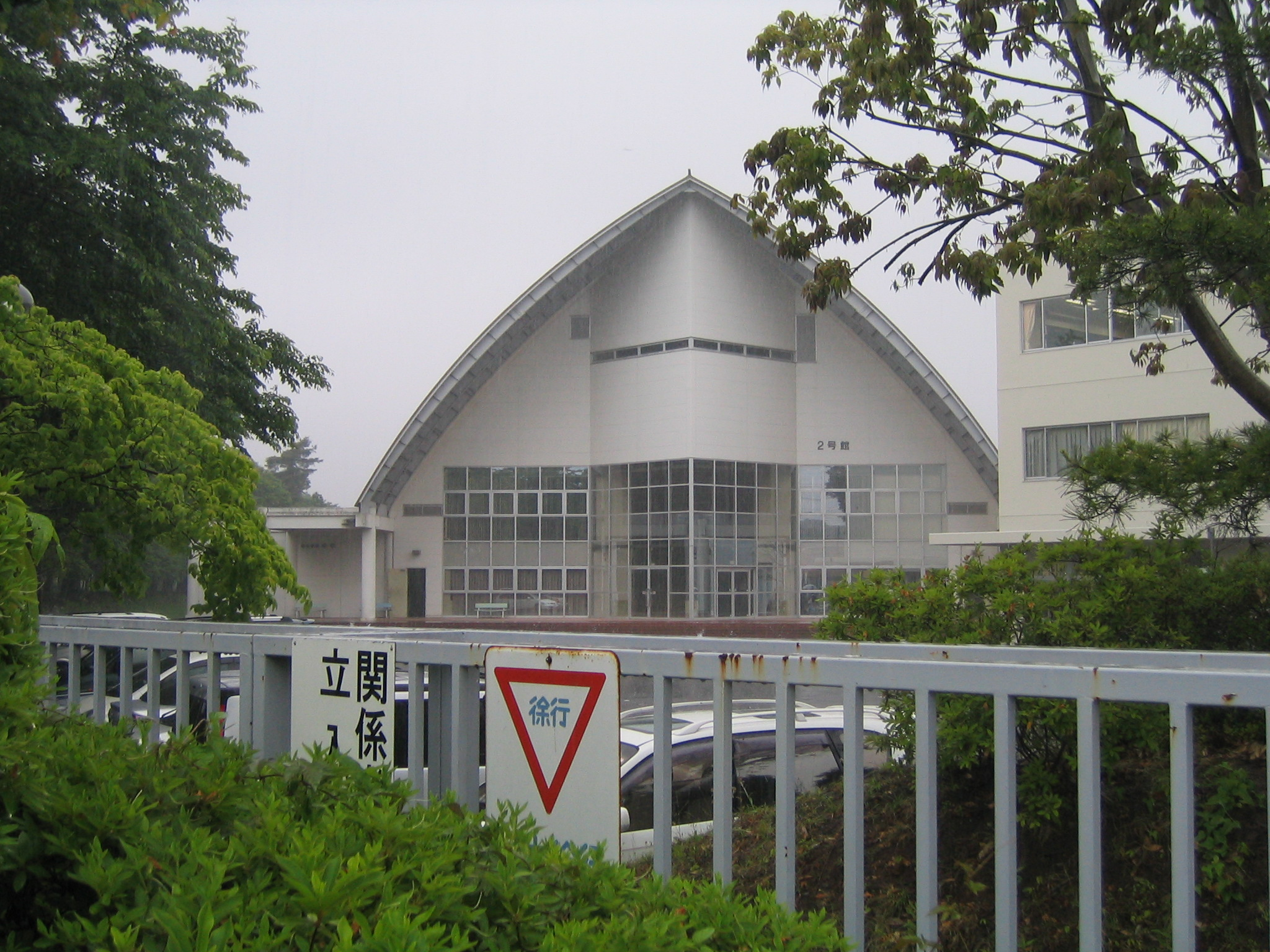
筑波研究学園専門学校2号館（万博記念館）
科学万博のソ連館を移築したもの

- 「ソビエト連邦館」は、土浦市の筑波研究学園専門学校の2号館校舎「科学万博記念館」として再利用された。
- テクノコスモスの大観覧車「コズミック・スペース」は、大阪府吹田市のエキスポランドに移設され、名称を「テクノスター」に変え2007年の閉園まで稼働し2009年11月に解体された。また、ビスタライナーもほぼ同時期にエキスポランドに移設された。
- 「国際連合平和館」は、博覧会終了後の1986年3月、爆破解体により取り壊された。
- 「エキスポプラザ」は博覧会終了後も残す予定だったが、解体業者が誤って屋根を支える柱を1本破壊してしまったため、やむを得ず予定を変更して解体された。
- 「ジャンボトロン」はサウジアラビア、ニューヨーク、中国のいずれかに移設する案があったが、移設費の問題で解体された[19]。

### 博覧会終了後の展示物
- 「ガスパビリオン」の「炎の樹」は、東京都江東区豊洲にあった旧ガスの科学館に移設された。
- 「富士通パビリオン」の「ザ・ユニバース」は万博閉幕後にららぽーと船橋ショッピングセンター駐車場に特設会場を設置し、上映された。その後、横浜こども科学館でも期間限定上映され、1991年以降は幕張富士通ドームシアターで国際花と緑の博覧会に出展された「ザ・ユニバース2」と2本立てで公開された。ナレーターは羽佐間道夫。
- 「富士通パビリオン」の建物の柱の一部がモニュメントとして、渋谷教育学園幕張高等学校に移設されている。
- 「芙蓉ロボットシアター」のロボットの一部は、サイバーダインスタジオに展示されている[20]。
- 「テーマ館」の「WASUBOT」は、つくばエキスポセンターの「科学万博‐つくば’85メモリアル」コーナーに展示されている[21]。
- 「歴史館」で展示されていた玉虫型飛行器は、二宮忠八飛行館に展示されている[22]。
- 「松下館」で展示されていた似顔絵描きロボット、ロボっ太は、白浜エネルギーランドに展示されている[23]。

## その他

### ポストカプセル2001
郵政省は「ポストカプセル2001」というサービスを行った。これは、科学万博郵便局内に設置した専用ポストへ投函した、またはポストカプセル郵便であることを明記した手紙が、16年後の21世紀最初の元日である2001年（平成13年）1月1日に届くというもの。配達当日には、郵政省が消滅し総務省（郵政事業庁）に再編されており、当時の郵便はがき一葉の値段より値上がりし、郵便番号も3桁から7桁化されていたが、326万636通の郵便物が差額無しで投函時の値段40円で郵便配達された。配達までは筑波学園郵便局で保管されていた。
- このサービスで送られたTBS『ザ・ベストテン』宛てのリクエスト葉書（アルフィーの曲へのリクエスト）が、2001年12月30日の特番『ザ・ベストテン2001』で紹介された。
- このサービスで送られた電波新聞社の『マイコンBASICマガジン』への投稿葉書が、同誌2001年3月号p.177で紹介されたほか、『アニメージュ』（徳間書店）、『アニメディア』（学習研究社）、『ファンロード』（当時ラポート）各誌への投稿葉書も、それぞれの2001年3月号にて掲載された。
- このサービスで送られた坂本九からの年賀状が、実娘・大島花子のもとに届いたことを、大島が2017年（平成29年）1月30日放送の『白熱ライブ ビビット』（TBS系）で明らかにした[24]。
- 1999年に発生した桶川ストーカー殺人事件の被害者（当時7歳）が未来の自分に宛てた手紙が届けられた[25][26]。
- 万博を訪れた開催当時の内閣総理大臣中曾根康弘は2001年の内閣総理大臣宛の手紙を投函[27]。受け取ったのは森喜朗だった。

### 記念発行物
- 記念切手

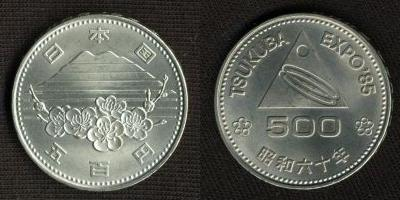
記念貨幣

  - 60円に10円の寄附金が付いた寄附金付切手が1984年2月10日発行された。
  - 40円・60円の二種類と小型シートが1985年3月16日に発行された。
    - 他にもソ連やハンガリーなど参加国各国でも記念切手が発行されている。
- 記念貨幣
  - 500円白銅貨が1985年3月12日に発行された。
- 記念入場券・乗車券
  - 国鉄水戸鉄道管理局で発行されたもので、当時としては珍しい初歩的な立体フォログラフを表紙にあしらっていた。
  - 硬券本体はニューセラミクス製。
  - オルゴール付き乗車券、香りの出る乗車券なども発売された。
- 記念スタンプ
  - 各パビリオンに設置されたシヤチハタ製の大型スタンプ。パビリオンごとに建物やキャラクターなどがデザインされ、「無料で持ち帰れるおみやげ」として好評だった。
- テレホンカード
  - 日本電信電話公社（現日本電信電話株式会社）から50度数・100度数・300度数・500度数の四種類が発行された。

### つくば博関連の曲
- 公式のテーマ曲
  - 「HOSHIMARUアッ!」（「公式」イメージソング・作詞：阿久悠・作曲・編曲：TPO（安西史孝）・歌：池田智子）
  - 「一万光年の愛」（「開会式」テーマ曲・作詞：大津あきら・作曲・編曲：井上大輔・歌：西城秀樹）
- 各パビリオンのテーマ曲
  - 「We will be one someday」（「日本政府館」のテーマ曲）
  - 「The Fantasia Of Falls」（「滝の劇場・三井館」のテーマ曲）
  - 「空に会おうよ」（「住友館 3-D ファンタジアム」のテーマ曲・作詞：矢野顕子・作曲・編曲：坂本龍一・歌：モモ）
  - 「夢の旅人」（「三菱未来館」のテーマ曲・作詞：竜真知子・作曲・編曲：徳武弘文・歌：ダ・カーポ）
  - 「君の瞳に恋してる」（「講談社ブレインハウス」のテーマ曲・作詞：康珍化・作曲：鈴木キサブロー・編曲：勝山俊一郎・歌：SALLY）
  - 「Fly to tha future,Spaceship C&C!」（「NEC C&Cシアター」のテーマ曲・作曲・編曲：TPO2（安西史孝））
  - 「Breathe」（「健康・スポーツ館」のテーマ曲・作詞・作曲・編曲・歌：原田真二）
  - 「Bird Chorus」（「燦鳥館」のテーマ曲・作曲・編曲：冨田勲）
  - 「すてきなラブ・パワー」（「エレクトロガリバーの冒険・電力館」のテーマ曲・作詞：山川啓介・作曲・編曲：冨田勲・歌：野宮真貴）
  - 「ポエジー」（「ダイエー館 詩人の家」のテーマ曲・作詞：清水哲男・作曲：村井邦彦・編曲：ジョー・ジャクソン・歌：戸川純）
- その他
  - 「限りなき夢」（歌：三波春夫）
  - 「科学万博音頭」（作詞：宮本和夫・作曲：宮本英一・編曲：寺内タケシ・歌：五木ひろし）[注釈 2]
  - 「HOSHIMARU音頭」（作詞：阿久悠・作曲・編曲：TPO（安西史孝）・歌：池田智子）
  - 「万博音頭」（作詞：長坂嘉明・作曲・編曲：加納弘・歌：村田英雄）
  - 「つくば万博音頭」（作詞：磯部たけを・作曲：嶋淳平・編曲：白石十四男・歌：大塚文雄・比気由美子）
  - 「つくば万博音頭」（作詞・神原一敬・作曲・編曲：山崎洋一・歌：鈴木幸錦・金沢はるみ）
    - 参考：「つくば万博音頭」の2曲は単に同名であり歌詞・曲とも全く異なる。

  - 「青い宇宙（コスモス）」（作詞：三浦徳子・作曲：都倉俊一・編曲：川村栄二・歌：オーロラ（石川晴美・鈴木祥仁））「ドリームキャラバン」キャンペーンソング
  - 「素足のFalling Star」（作詞：友井久美子・作曲：都倉俊一・編曲：つのごうじ・歌：オーロラ（石川晴美・鈴木祥仁））「サイエンストレイン」キャンペーンソング
  - 「春色のエアメール」（作詞・作曲：EPO・歌：松本典子）「ポストカプセル2001」キャンペーンソング

### オフィシャル・エアライン
日本航空が「オフィシャル・エアライン」となり、ほぼ全ての機材に博覧会のロゴマークを入れて運行した他、多くのパッケージツアーを主催した。場内で運行されていたHSSTも日本航空と名古屋鉄道の共同開発によるものだった。

### つくば博を舞台とした作品
アニメ
- サザエさん - つくば博開催期間中、番組のオープニングで、サザエさんが東芝館に来ていた。当時『サザエさん』は東芝の一社提供番組だった。
- 魔法の妖精ペルシャ - 原作が集英社から刊行されていたことから、第39話『科学博カッパ騒動』はつくば博を舞台としている[29]。
- ミームいろいろ夢の旅 - でんでんINS館を出展していた電電公社→NTTの1社提供番組で、つくば博開幕前から頻繁に取り上げられていた。

漫画
- ゴルゴ13 - リイド社刊SPコミックス第66巻『シーザーの眼』の舞台になっている。広告代理店のAEと警視庁にいる友人がタッグを組んで、軍事目的に転用される可能性のある精密機器をめぐって機密情報流出や会場でのテロ行為を阻止する描写が見られる。
- 超人キンタマン - 月刊コロコロコミック1985年3月号（開幕1か月前に発売）に掲載された回の冒頭からつくば博会場が登場した。

特撮
- 巨獣特捜ジャスピオン - 第11話『グェッ! ツクバの巨大ガマ大行進』の舞台になった[29]。

CM
- 綜合警備保障 - つくば博でも警備を担当しており、CMでもつくば博会場の様子を見ることができた（閉幕後もしばらく提供番組（『FNNスーパータイム』など）で流れた）。

### その他
- 入場券のうち第1号「AA000001」は、博覧会名誉総裁で当時皇太子であった上皇明仁に献上された[30]。
- つくば博を協賛した1984年の「年末ジャンボ宝くじ」は、売り上げが850億円で、当時の史上最高売上額だった[30]。
- 「NEC C&Cパビリオン」内には、画面に映し出された隕石を射撃して打ち落とすというバーチャルコーナーがあった。当時の内閣総理大臣だった中曽根康弘は、「僕は昔、海軍士官だったからね。」と言い「A判定」を出したと、同パビリオンの館長が語っている[31]。
- 『鉄鋼館』の映像ホールの立体映像は、偏光メガネをかけて見るものであったが、昭和天皇（裕仁）の来場時には、映像による刺激緩和のため、偏光メガネをかけずに見たという逸話がある。
- 会場内には1700基のトイレが設置された。
- 会場内の火災は、ゴミ箱の焼損が5件、倉庫の半焼が1件、電気配線接触部の加熱による建物の部分焼損が1件、演出用モーターの加熱による建物の部分焼損が1件の計8件だった[32]。
- 会場内での刑法犯罪発生件数は、222件だった[32]。
- 会場内での急病人発生件数は、25705名で、うち博覧会従業員は9975名だった。救急車出動件数は1273件で、1307名が付近の病院に搬送された。
- 国鉄列車「エキスポドリーム号」は宿泊需要に応える車中泊サービスだったが、通常の寝台列車として見た場合『わずか2駅しか移動しない寝台列車』であることから鉄道ファンの間からも興味深いものとなっている。
- 夜になると、シンボルタワーの屋上から赤・緑・青のレーザー光を夜空に向けて照射していた。
- ガスパビリオンのシンボル｢炎の樹｣はガス供給による燃焼であるが、寒い時期には暖を取る人もいたという逸話がある。
- 会場内限定のスクラッチ宝くじが定期的に発売された。これはスクラッチ部分での直接的な当せん以外に、特別賞に当せんすると会場内での「ナンバーズゲーム」（翌年に「グリーンジャンボ宝くじ」の特別賞として設定された「緑のナンバーズゲーム」の前身で、現在の「ナンバーズ3」に近い数字選択式抽せんくじ）に挑戦できるという当時としては画期的な仕組みであった[33]。
- この科学博覧会の仕掛人は、元通商産業省技官で当時は科学技術庁研究調整局長（1983年6月~）で、科学博でも政府館総館長を務めた福島公夫（のちつくば科学万博記念財団理事長）。
- 万博に関する貴重な資料が、筑波山神社の保存専用蔵に保管されていた。通常は一般非公開であったが、2006年（平成18年）に「出没!アド街ック天国」でつくば市が特集された直後に、期間限定で一般公開されたことがあった。また、東ゲートにあった「宇宙の卵」が神社敷地内に展示されている。
- 会場内でスヌーピーをはじめとした漫画『ピーナッツ』のキャラクターが宇宙服を着たデザインの商品が販売されていた[34]。